# Jack London
Pour les articles homonymes, voir London.
Œuvres principales
- L'Appel de la forêt (1903)
- Le Peuple de l'abîme (1903)
- Le Loup des mers (1904)
- Croc-Blanc (1906)
- Les Vagabonds du rail / La Route (1907)
- Construire un feu (1907)
- Le Talon de fer (1908)
- Martin Eden (1909)
- La Peste écarlate (1912)
- La Vallée de la Lune (1913)
- Le Vagabond des étoiles (1915)

Jack London, né John Griffith Chaney le 12 janvier 1876 à San Francisco et mort le 22 novembre 1916 à Glen Ellen, Californie,,,,, est un écrivain américain dont les thèmes de prédilection sont l'aventure et la nature sauvage.
Il est l'auteur de L'Appel de la forêt et d'autres romans célèbres (Croc-Blanc, Le Talon de fer) — dont certains (Martin Eden, Le Cabaret de la dernière chance) sont autobiographiques — ainsi que plus de deux cents nouvelles (dont cent soixante-quinze publiées de son vivant).
Bien que cet aspect de son œuvre soit généralement négligé, il a tiré aussi de ses lectures et de sa propre vie de misère l’inspiration pour de nombreux ouvrages très engagés.

## Biographie

### Famille et premières années (1876-1880)

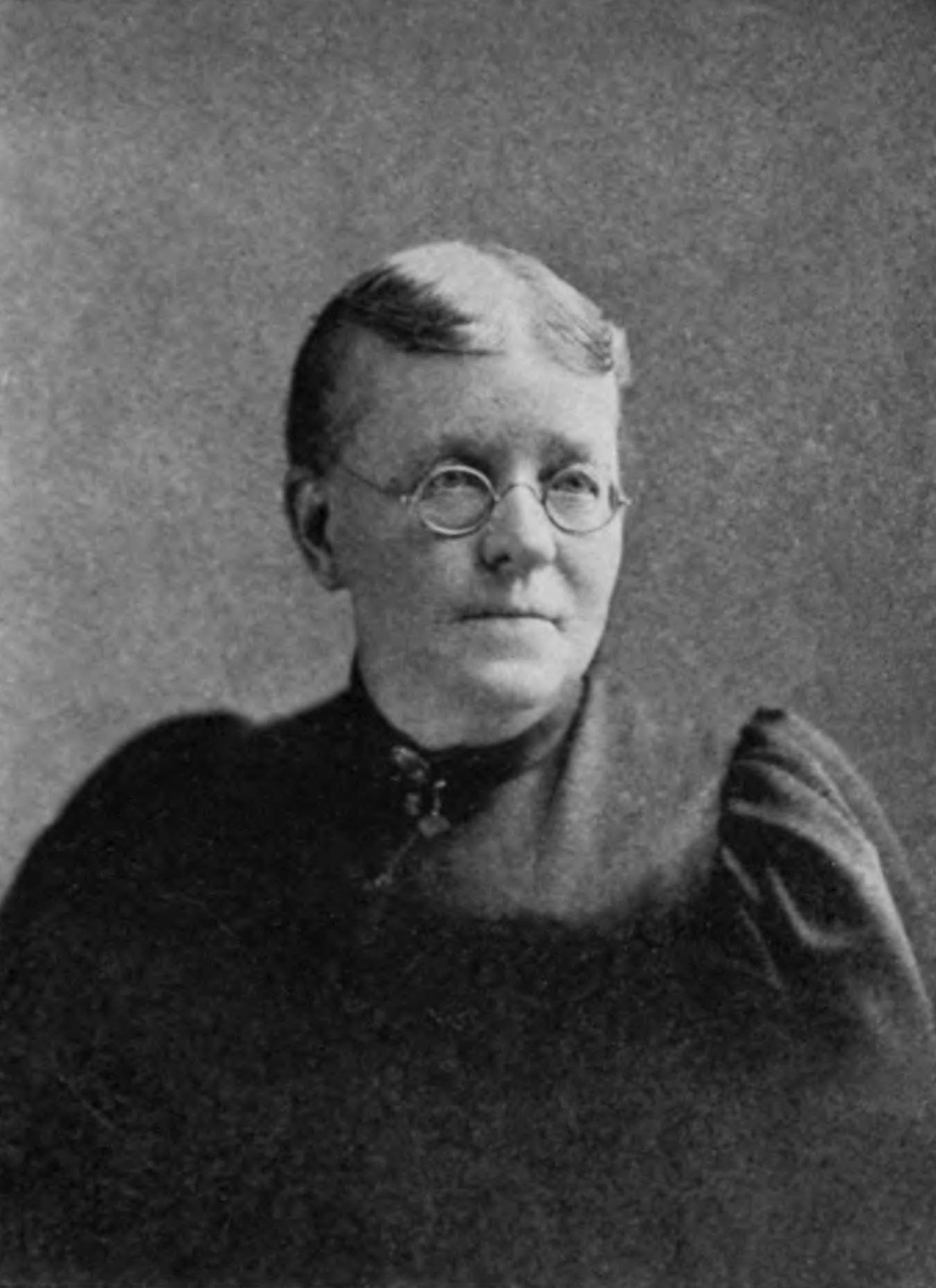
Flora Wellman.

Jack London naît à San Francisco en janvier 1876. Trente ans plus tard, sa maison natale, au numéro 615 Third Street, est détruite lors du séisme de 1906. Une plaque y a été posée en 1953 par la Société historique de Californie (en) (California Historical Society).
La mère de Jack, Flora Wellman, est née en 1843. De nombreux biographes, dont Clarice Stasz, écrivent que le père probable de Jack aurait été l'astrologue William Chaney. Cependant, on ne peut pas l'affirmer car le séisme de 1906 à San Francisco a détruit la plupart des registres de la ville. William Chaney chasse Flora du domicile avant de partir. Flora tente alors de se suicider deux fois. En juin 1897, lorsque Jack London retrouve la trace de William Chaney à Chicago et lui écrit, celui-ci nie avoir épousé Flora et être le père de son enfant, précisant dans une lettre qu'il l'a abandonnée non pas en raison d'un refus de se faire avorter, mais parce que sa grossesse constituait un aveu d'infidélité.
En raison d'une grave maladie suivant son accouchement, Flora ne peut s'occuper de son fils. Elle le confie à une ancienne esclave du nom de Virginia Prentiss qui devient la nourrice de l'enfant, et peu à peu, la figure de la mère pour lui.

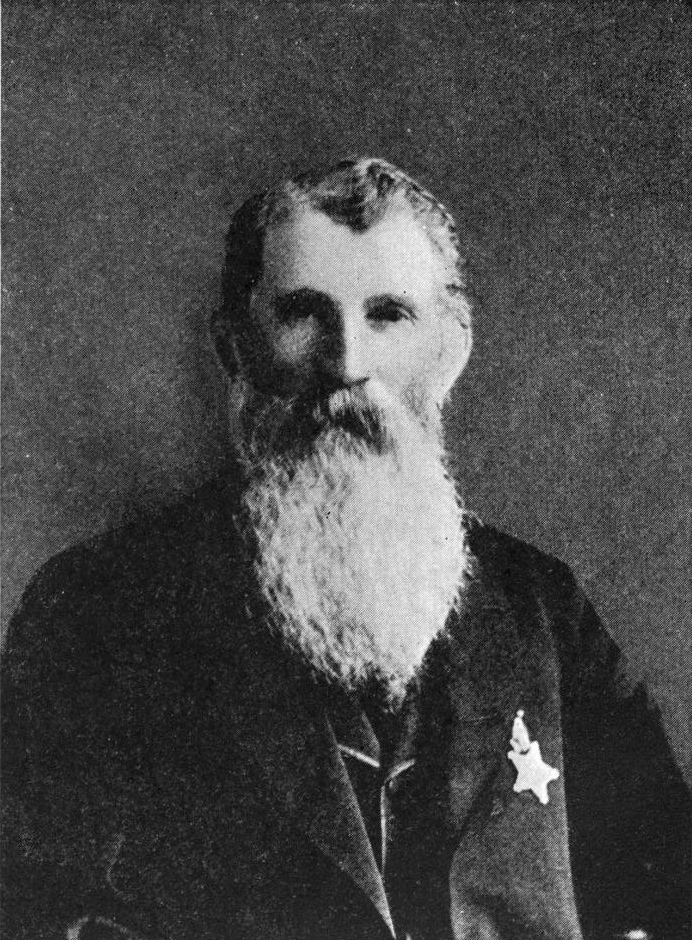
John London.

Flora Wellman se remarie le 7 septembre 1876 avec un ancien combattant de la guerre de Sécession né en 1828, devenu veuf en 1873, John London,. Le fils de Flora, John Griffith Chaney, âgé de huit mois, prend pour nom London et un nouveau prénom, Jack, pour le distinguer de son beau-père ; dès lors, il s'appellera Jack London.
John London avait eu sept enfants de son premier mariage, dont deux filles, Ida (née vers 1870) et Eliza (née vers 1867), qu'il avait emmenées avec lui en Californie et placées dans un orphelinat protestant. Peu après le remariage de leur père, le 19 février 1877, elles sortent de la pension et sont emmenées vivre avec lui dans sa nouvelle maison de San Francisco.
Un an plus tard, en 1878, Jack et Eliza souffrent de la diphtérie. Pour échapper à l’épidémie, la famille décide alors de déménager dans la baie de San Francisco, à Oakland. John exerce de nouveaux métiers : maçon et menuisier à San Francisco, il devient épicier à Oakland.

### Enfance et jeunesse

#### La vie à la ferme (1881-1886)

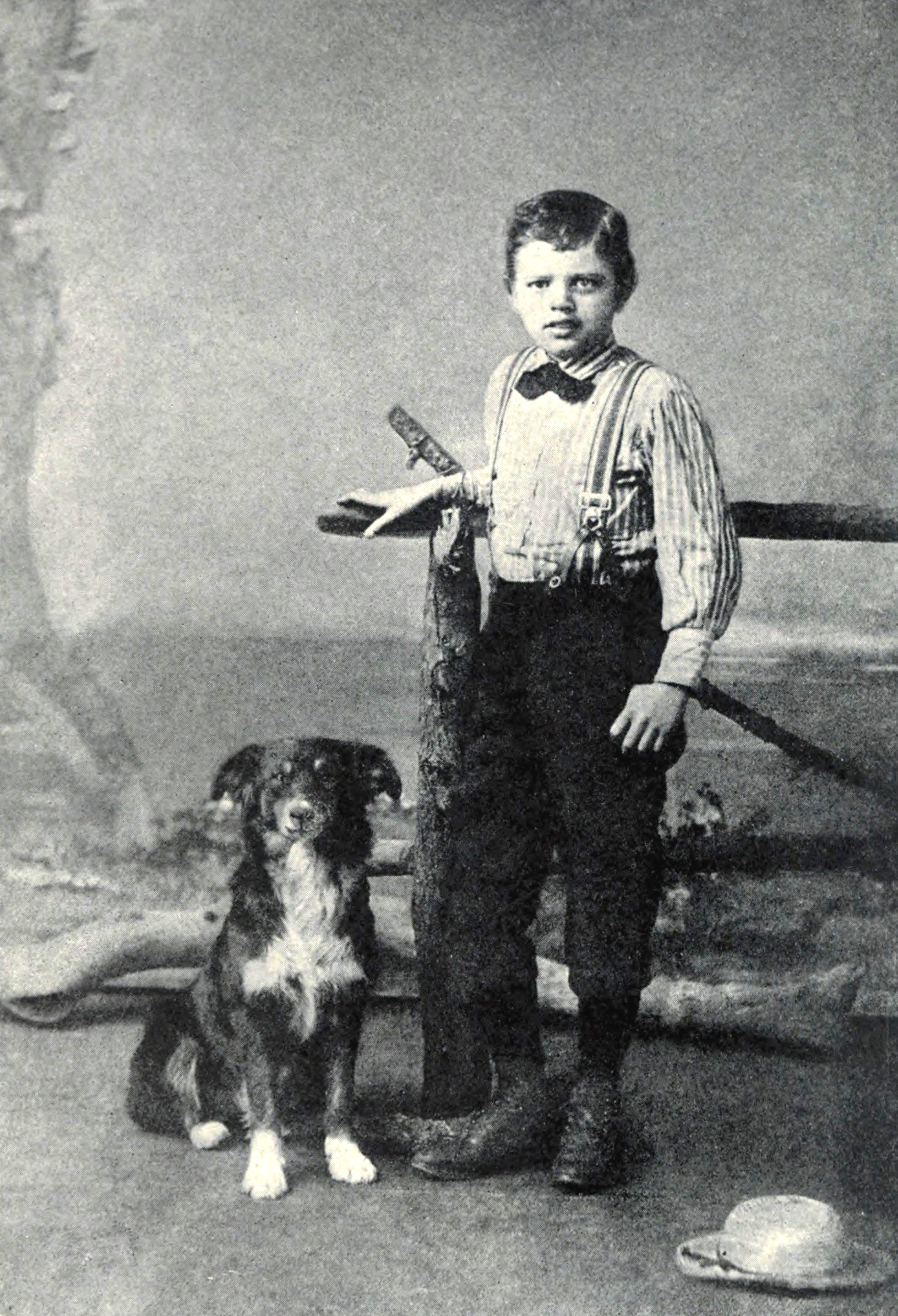
Jack London à neuf ans avec son chien Rollo (ou Rob ?), 1885.

En 1881, la famille quitte à nouveau sa maison pour s'installer dans une ferme en location à Alameda. John devient agriculteur ; Flora, professeur de musique. Même si la famille appartient à la classe dite « laborieuse », elle n'est pas aussi pauvre que Jack London l'affirme plus tard dans certains de ses écrits.
En 1881, Jack intègre la West End Elementary School d'Alameda. C'est sa demi-sœur Eliza qui s'occupe de lui et l'emmène à l'école. En 1883, la famille emménage dans une nouvelle ferme, dans le comté de San Mateo dans la péninsule de San Francisco où il cultive des patates et élève des chevaux. Finalement, neuf mois après, en 1885, John London emprunte à une banque et achète un ranch dans la vallée du Livermore, à l'est d'Oakland. Il s'installe comme indépendant et élève des chevaux et des poulets. C'est à partir de ce moment-là que la vie de Jack commence à changer de rythme. Jack London adorait les animaux et passait du temps avec les animaux du ranch de la vallée de Livermore ou de la ferme de San Mateo.

#### La découverte des livres

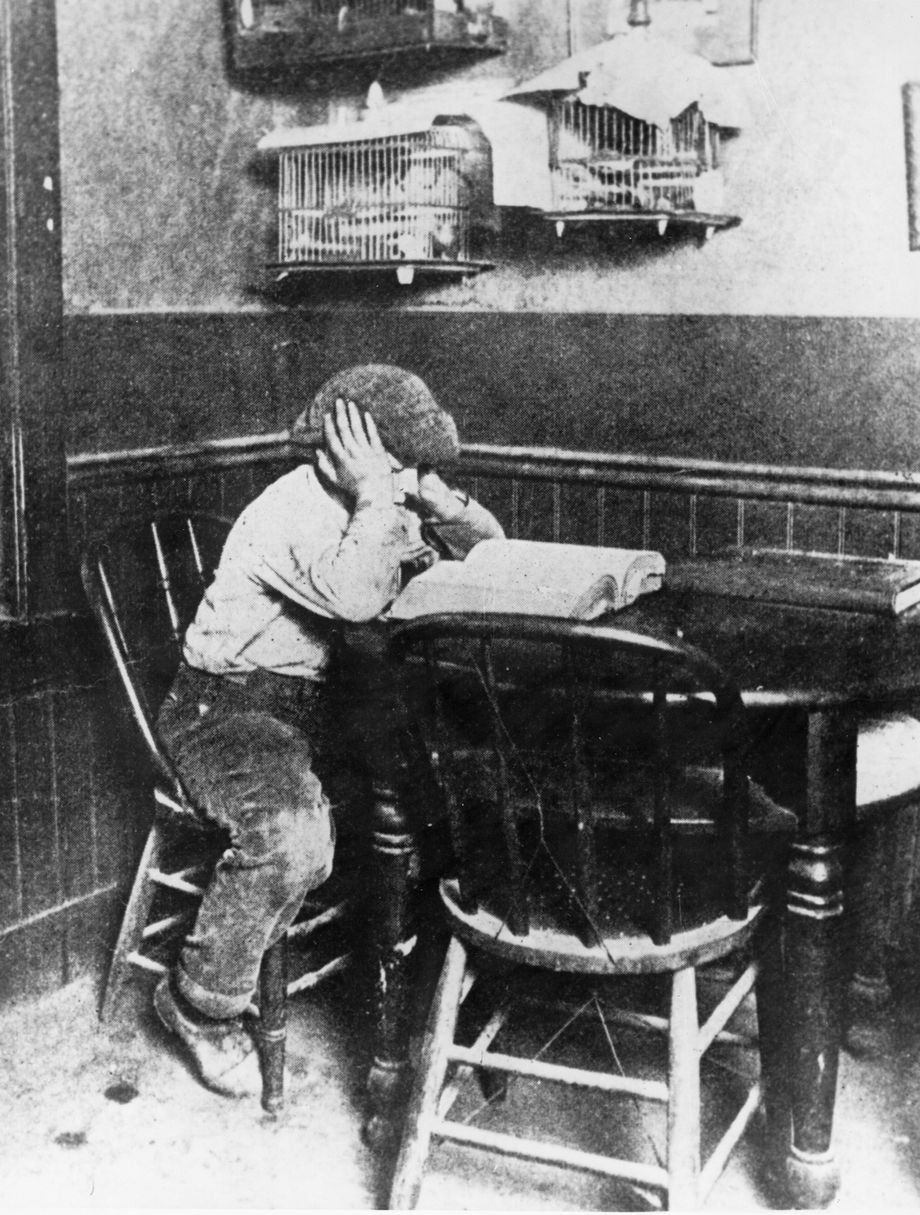
Jack London étudiant en 1886.

En 1885, Jack London fait son éducation par les livres. À l'âge de huit ans, il découvre les Contes de l'Alhambra de Washington Irving, et le livre Signa de la romancière anglaise Ouida, racontant l'histoire d'un enfant de ferme italien sans éducation qui devient un célèbre compositeur d'opéra. Il citera ce livre comme la source de son aspiration future à la littérature.
Un tournant majeur dans sa vie arrive en mars 1886. L'élevage de poulets de son père est victime d'une épidémie et la famille revient à Oakland. Avec l'argent obtenu par la vente de la ferme, Flora ouvre une pension de famille qui accueille surtout des jeunes filles travaillant dans l'usine de coton voisine. Autodidacte, Jack London découvre la bibliothèque publique d'Oakland, où il se réfugie et fait la connaissance d'Ina Coolbrith, la bibliothécaire. Cette dernière obtient le titre de « première poétesse de Californie » et devient un personnage important dans le monde littéraire de San Francisco. Elle le guide dans ses nombreuses lectures.

#### Survie dans la baie de San Francisco

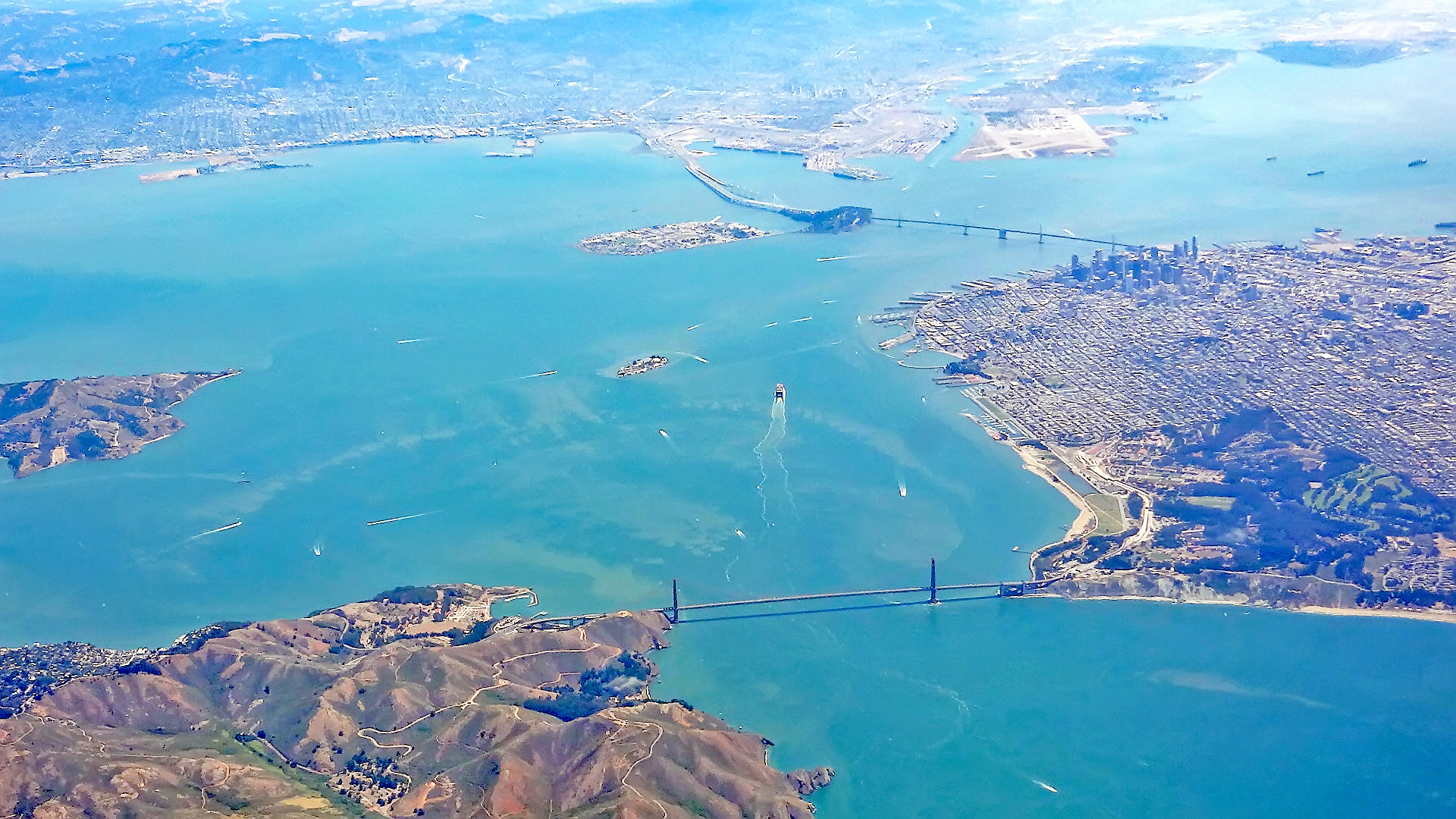
Vue du port d'Oakland (en haut), de San Francisco (à droite) et de la baie de San Francisco (le Pacifique et le détroit du Golden Gate sont en bas de la photographie).

À l’automne 1887, Jack London entre à l'Oakland Cole Grammar School. La même année, à la suite des imprudences financières de Flora, la famille change quatre fois de domicile. John London devient vigile au port d'Oakland. Jack London se met alors à travailler et collectionne les petits boulots : vendeur de journaux, ramasseur de quilles dans les bowlings, balayeur de jardins publics, livreur de glace.
Alors qu'il se passionne pour la lecture, London ressent une attirance tout aussi grande pour la mer, lorsque son père l'emmène naviguer sur la baie de San Francisco. Grâce à son travail, il réussit à s'acheter un esquif à soixante dollars avec lequel il entre en compétition l'année d'après, en 1888.
En 1890, son père, devenu cheminot, est blessé par un train alors qu'il travaillait sur la voie du chemin de fer. Après cet événement, Jack London, devenu soutien de famille, a une jeunesse misérable dans le ranch de son beau père. Il exerce de nombreux métiers pour survivre : ouvrier en usine (en 1891 et 1893), débardeur (docker, en 1894), tondeur de pelouses, nettoyeur de tapis, laveur de vitres, pilleur d’huîtres (en 1891), patrouilleur maritime (en 1892), matelot (en 1893), pelleteur de charbon (en 1894) et blanchisseur (en 1897).
En février 1891, après avoir obtenu le certificat d'études à quinze ans, Jack London quitte le collège et se fait engager à la conserverie de saumon Hickmott d'Oakland (fondée en 1890) où il s'épuise entre douze et dix-huit heures par jour, à dix cents de l’heure. Il devient peu à peu avide de liberté, un thème qu’il aborde plus tard dans ses nouvelles et ses romans. Il se servira également de son expérience ouvrière, qui débute ici, pour son œuvre.

#### Avec les pilleurs d’huîtres (1891-1892)

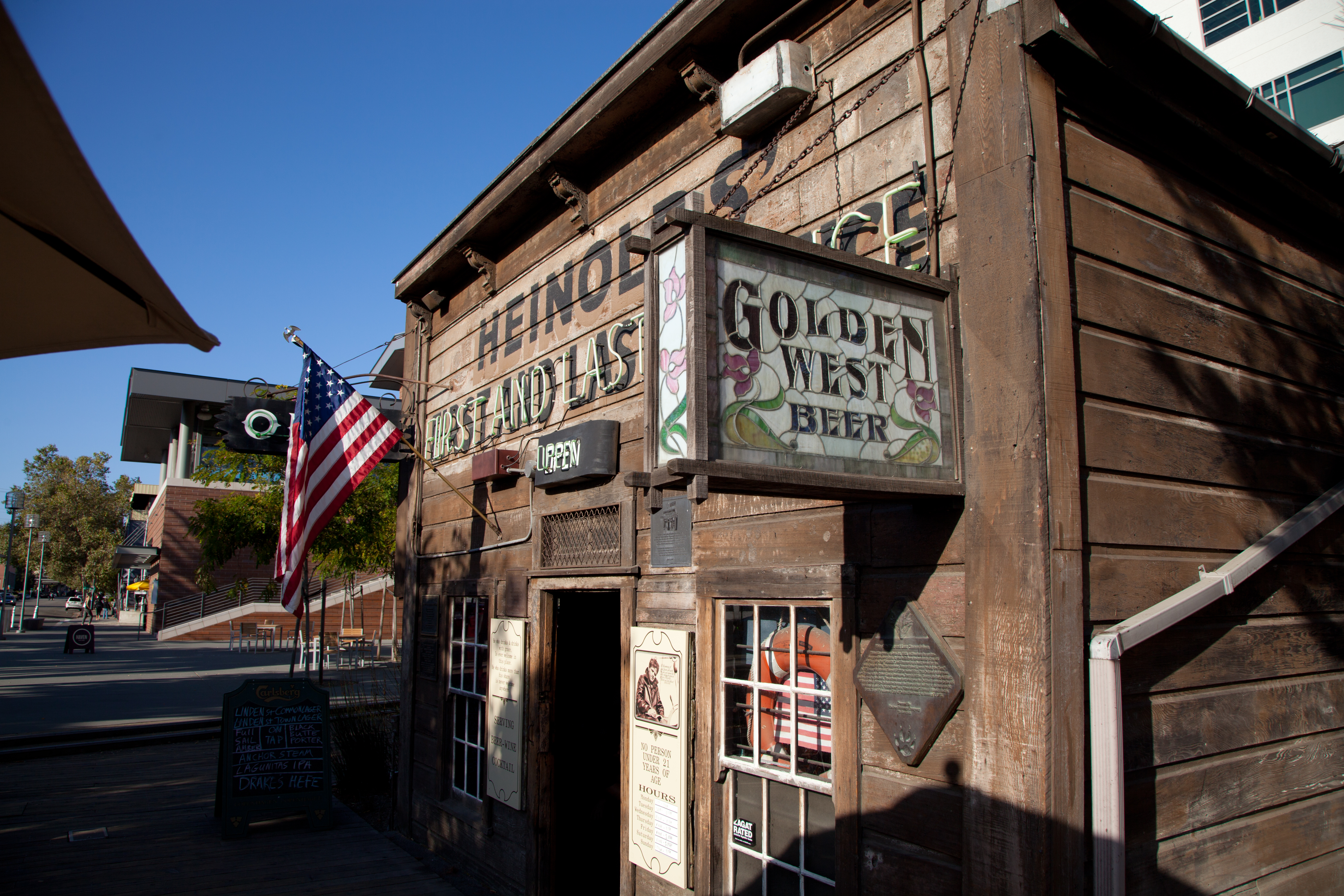
Le cabaret de la première et de la dernière chance (Heinold’s First and Last Chance Saloon) à Oakland en 2012.

Jack London se met à fréquenter le cabaret de Johnny Heinold : le First and Last Chance Saloon. Ces périodes d'alcoolisme sont racontées dans son autobiographie romancée Le Cabaret de la dernière chance (John Barleycorn). Il y rencontre  le pilleur d'huîtres surnommé French Frank (« Frank le Français »). Dans Le Cabaret de la dernière chance, il laisse même entendre qu'il a séduit Mamie, la maîtresse de French Frank,,.
Pour échapper à son travail épuisant à la conserverie d'Oakland, London décide, à la fin de 1891, d'emprunter de l'argent (300 dollars) à sa nourrice noire Virginia Prentiss, et d'acheter le sloop Razzle-Dazzle que vend French Franck. London commence une vie d'errance. Il recrute un équipage et pille lui-même les parcs d'huîtres pour son propre compte. Les membres de sa bande le surnomment « Le Prince des pilleurs d'huîtres ». Il gagne sa vie la nuit, sans jamais se faire prendre, réussit à rembourser sa nourrice et vient en aide à sa famille. Il paye des tournées à son équipe et devient un gros buveur au First and Last Chance Saloon. Cependant, trois mois plus tard, en 1892, la grand-voile et le mât de son navire brûlent, puis le Razzle-Dazzle est pillé par une autre bande de la Baie. Ayant perdu son bateau, Jack London s'associe avec un autre pirate pendant quelques mois, puis se reconvertit alors et retourne à la légalité. Il est alors enrôlé comme membre assistant de la California Fish Patrol (la patrouille de pêche de Benicia) pour attraper les braconniers de la baie de San Francisco. Sans salaire fixe, il touche la moitié du montant des amendes qu'il inflige aux contrebandiers. Il raconte son histoire dans le roman La Croisière du Dazzler et dans un recueil de nouvelles, Patrouille de pêche (traduit initialement en français sous le titre Les Pirates de San Francisco). Il continue à boire. Une nuit qu'il s'est saoulé, Jack London tombe à l'eau et manque de mourir noyé. Il quitte la patrouille de pêche à l'automne 1892 pour vivre d'emplois précaires sur le port d'Oakland.

#### Avec les chasseurs de phoques (1893)

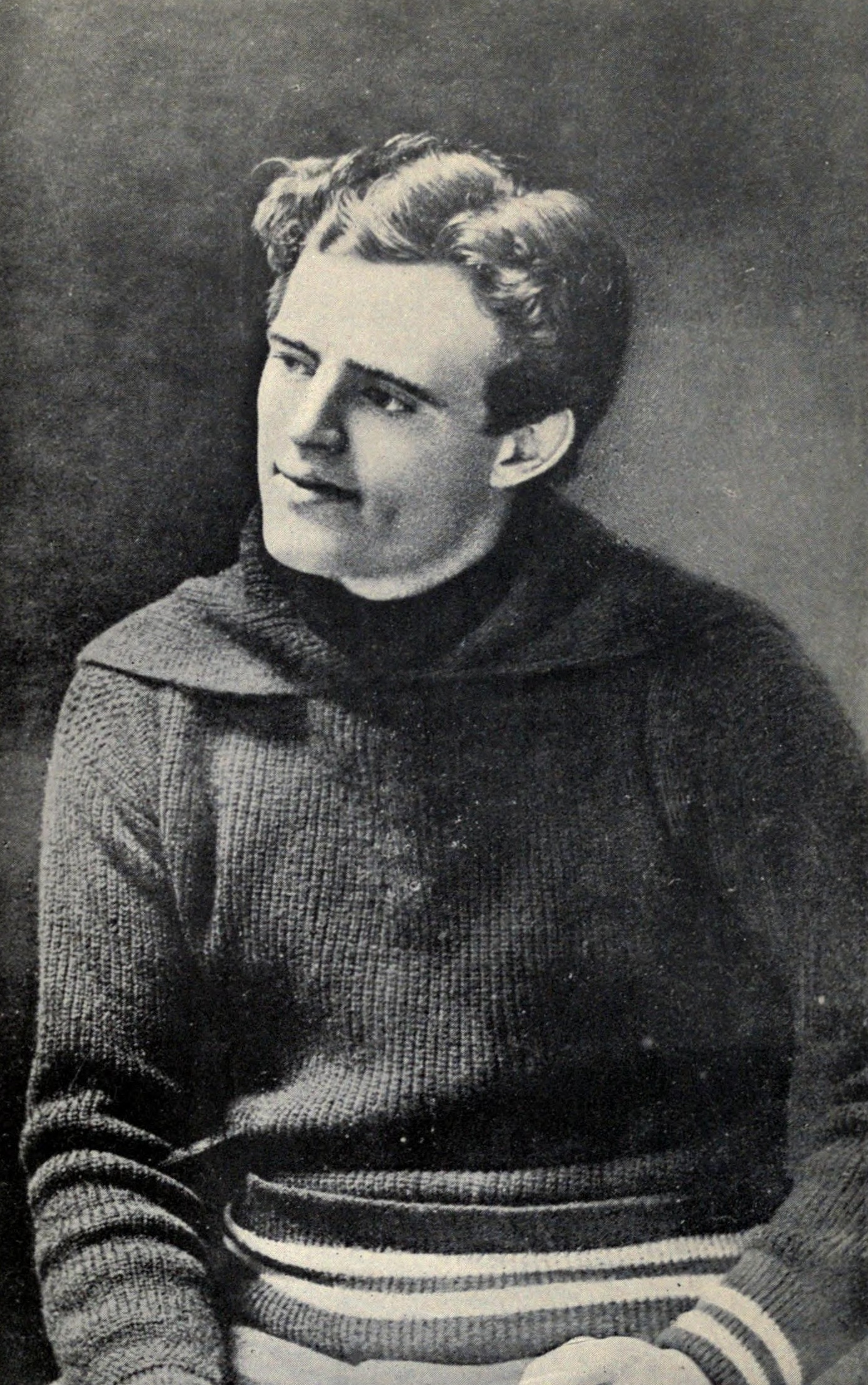
Jack London en marin (date inconnue).

En janvier 1893, huit jours après avoir eu dix-sept ans, Jack London s'engage comme mousse sur la goélette Sophia Sutherland, pour chasser le phoque. Cette expérience l'amène jusqu'à la mer de Béring et au Japon. Son capitaine le nourrit d'histoires de mer, dont il s’inspirera pour écrire ses romans.
Lorsqu'il rentre en août 1893, il trouve sa famille ruinée. Son père John London est devenu policier. Jack London travaille dix heures par jour dans une fabrique de jute. En octobre, il gagne le concours de composition en prose organisé par le quotidien San Francisco Morning Call, avec Typhoon off the coast of Japan (Un typhon au large des côtes du Japon) qui raconte une de ses expériences à bord du Sophia Sutherland. Sa nouvelle est publiée le 12 novembre 1893.

#### La vie vagabonde (1894)
Jack London change de travail pour aller pelleter du charbon dans une centrale électrique. Il abandonne cet emploi, écœuré, lorsqu'il apprend qu’il remplace seul deux ouvriers, pour un salaire trois fois moindre, et qu’un des deux ouvriers qu’il remplace s'est suicidé. Il trouve alors, début 1894, l'État de Californie dévasté par la panique financière de l'année précédente : Oakland est ruiné par la crise de l'emploi. Il ne retrouve pas de travail et rejoint le 6 avril l'armée de Kelley, une armée de cent mille chômeurs protestant contre le sous-emploi, qui marchent vers Washington avec Jacob Coxey (en) pour obtenir du président le lancement de travaux publics. Jack arrive ainsi à Washington, où il participe à la manifestation du 1er mai 1894 et devient socialiste.
Cox (en) et des leaders du mouvement sont arrêtés le 1er mai et London quitte la marche le 24 mai. Le 29 juin 1894, il est arrêté à Niagara Falls pour vagabondage et enfermé, trente jours en juillet dans le pénitencier du comté d'Erié à Buffalo, dans l'État de New York. Dans Les Vagabonds du rail, il écrit :

« La manière dont sont traités les hommes est tout simplement une des très moindres horreurs impubliables du pénitencier du comté d'Erié. Je dis « impubliables » mais je devrais plutôt dire « impensables ». Elles étaient impensables pour moi jusqu'à ce que je les voie, et pourtant je n'étais pas une poule mouillée ; je connaissais déjà les aléas du monde et les horribles abysses de la déchéance humaine. Il faudrait lâcher une boule de plomb très lourde pour qu'elle atteigne le fond de l'océan, soit le comté d'Erié, et je ne fais qu'effleurer légèrement et facétieusement la surface des choses telles que je les ai vues là-bas. »

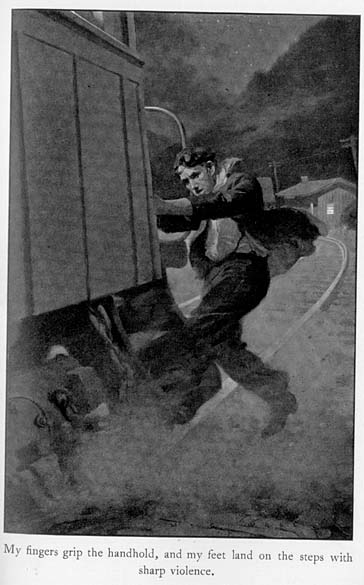
Jack London saute sur un train, illustration d'un des récits du recueil d'articles Les Vagabonds du rail (The Road).

Libéré, il devient vagabond  et erre sur les routes et les rails, sous le surnom « Frisco Kid », dans les régions américaines de Boston, Baltimore, Washington et New York, puis canadiennes  d'Ottawa et Vancouver. Ses expériences sont racontées dans son recueil d'articles autobiographiques : Les Vagabonds du rail (The Road) paru en 1907 et lui inspirent deux des premières nouvelles qu'il écrit en 1895.

### Reprise des études et militantisme (1895-1897)
En novembre 1894, Jack London quitte sa vie de vagabond et retourne à Oakland pour reprendre ses études. Il arrive de Vancouver par bateau sur l’Umatilla. Il intègre le lycée d'Oakland en janvier 1895 (au début du second semestre) à dix-neuf ans (les élèves sont de cinq ans plus jeunes que lui). Pour payer ses études, il travaille comme jardinier, docker, puis comme concierge et balayeur du lycée.
London écrit huit nouvelles pour le journal du lycée The Aegis qui paraissent de janvier à décembre 1895. Il participe aussi aux débats du club de discussion Henry Clay, où il rencontre Edward Appelgarth et sa sœur Mabel. Il tombe amoureux de Mabel, qui lui inspirera le personnage de Ruth Morse dans son roman Martin Eden (1909). Son premier article politique est publié en mars 1895 dans The Aegis : « Pessimisme, optimisme et patriotisme ». Il commence à étudier les œuvres de Karl Marx (Le Manifeste du parti communiste), Charles Darwin (L'Origine des espèces) et d'Herbert Spencer : La Philosophie du style (1852) et Les Premiers principes (1862). Il publie en décembre 1895 dans le San Francisco Examiner l'essai « What Socialism is ». Son premier article économique, « Un problème : l'inégalité » paraît en mars 1896 dans The Amateur Bohemian, une revue de San Francisco. Il rejoint en avril 1896 la section d'Oakland du Socialist Labor Party. Il publiera par la suite une brève autobiographie, Ce que la vie signifie pour moi (1906), retraçant le chemin qui l'avait conduit à devenir socialiste.

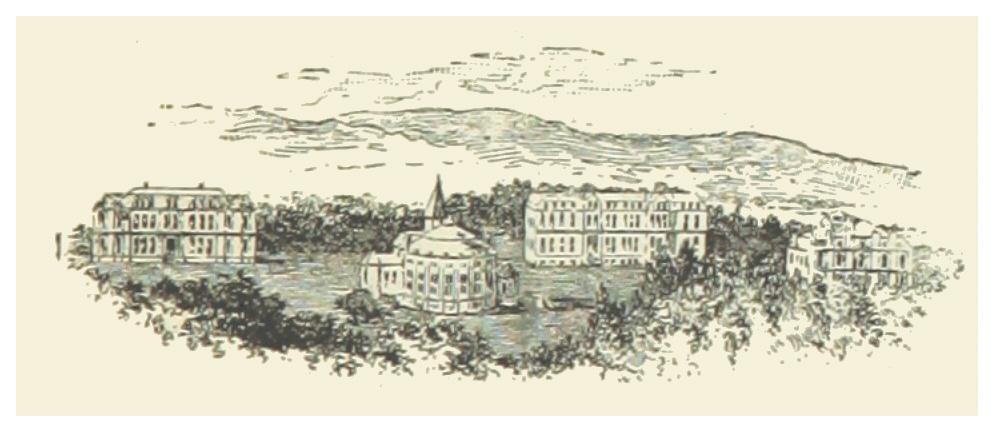
L'Université de Berkeley en 1891.

En 1896, il s'inscrit à l'université d'Alameda, où il vient à bout du programme de deux ans en quatre mois. Pendant l'été 1896, avec l'aide de Mabel Appelgarth, London prépare l'examen d'entrée à l'Université de Californie à Berkeley et est admis fin août 1896 à la prestigieuse université. Il emprunte de l'argent, sans doute à sa demi-sœur Eliza, pour payer les frais d'inscription. Il est inscrit en anglais, en littérature, en histoire de l'Europe et dans un cours d'écriture. Pour le sport, il s'initie à la boxe. Il passe avec succès les examens du premier semestre, mais doit abandonner quelques mois plus tard, le 4 février 1897, n'ayant plus assez d'argent pour payer le restant de ses études.
En militant dans les rues, il se fait arrêter le 10 février 1897, et est inculpé pour « agitation », puis relâché. Il essaie de faire publier au printemps 1897 des nouvelles et des articles qu'il envoie aux éditeurs des journaux de la côte Est (New York et Boston), mais sans succès. Le biographe Kingman indique qu'il n'a rien publié pendant sa dernière année d'étude à Berkeley (1896-1897). Pour subsister, il se fait embaucher dans la blanchisserie d'un pensionnat militaire (la Belmont  Academy).

### Avec les chercheurs d'or au Klondike (1897-1898)

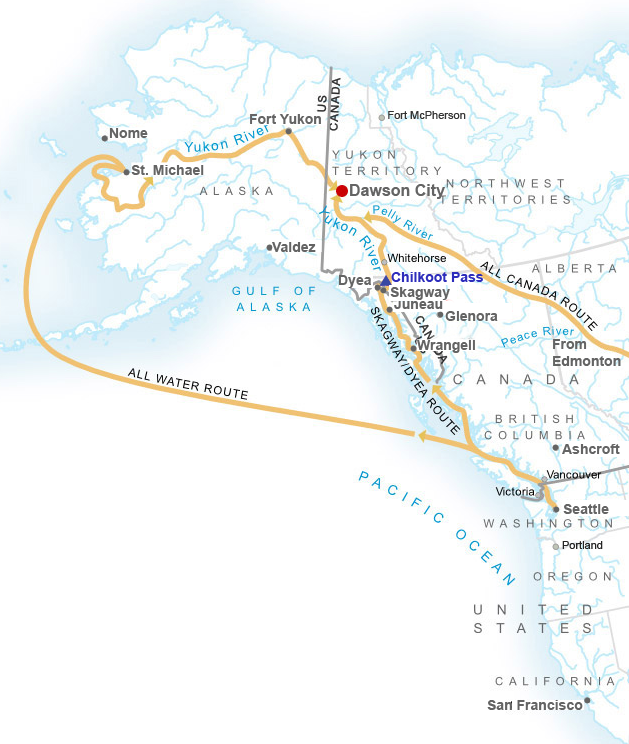
Les routes du Klondike.

Le 7 juillet 1897, le bateau à vapeur Excelsior en provenance du port de Saint-Michael en Alaska arrive dans la baie de San Francisco avec dans ses cales une tonne d'or et 15 prospecteurs qui confient avoir découvert au Klondike beaucoup d'or, un véritable Eldorado.

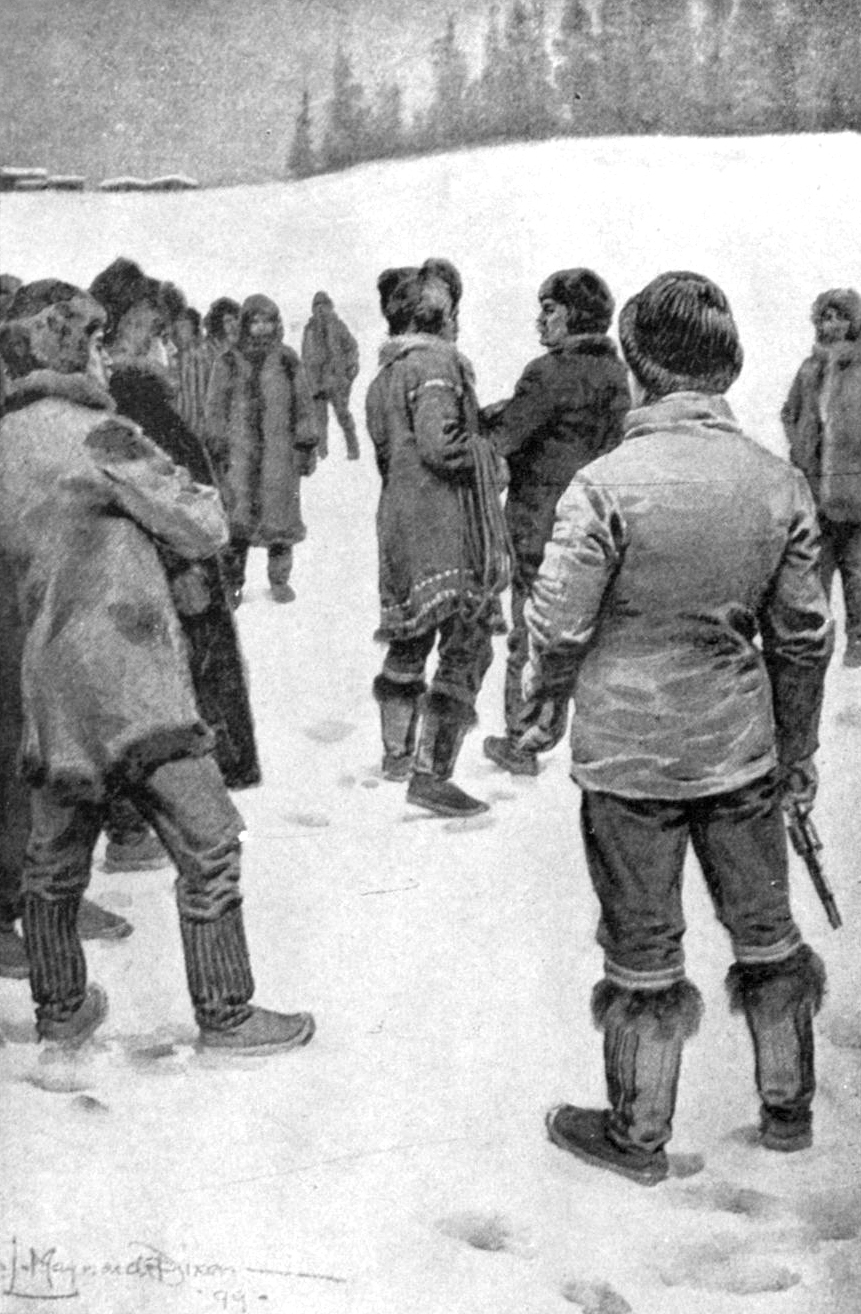
Frontispice du Fils du loup, premier recueil de nouvelles de Jack London, paru en 1900.

Le 25 juillet 1897, Jack embarque sur un navire à destination du Grand Nord en passant par Port Townsend, Juneau et Dyea dans l'Alaska,. Il est accompagné de son beau-frère âgé de 60 ans qui a hypothéqué sa maison pour financer leur expédition. Ils ont chacun une tonne de vivre pour tenir une année, mais le beau-frère quitte l'aventure au bout de quelques semaines, découragé par le redoutable col Chilkoot. En août, Jack London franchit le col Chilkoot. Le 8 septembre, il arrive au Lac Bennett. En septembre, les prospecteurs construisent des navires pour pouvoir descendre le Yukon. London travaille comme pilote des navires dans les rapides du Yukon autour de Whitehorse.
Il descend le Yukon et arrive le 8 octobre à la localité de Stewart River au sud de Dawson, la cité de l'or. Il prospecte et délimite une concession qu'il enregistrera le 5 novembre. Du 18 octobre au 3 décembre, il séjourne à Dawson, où il passe beaucoup de temps dans les saloons et les cabarets où les prospecteurs racontent leurs histoires. Pour éviter les problèmes de famine dans la cité de l'or, London retourne passer l'hiver à Stewart River. Pendant l'hiver, Jack London ne prospecte presque pas mais il lit les livres qu'il a apportés. Atteint du scorbut, il doit attendre que le Yukon dégèle en mai pour pouvoir rejoindre Dawson et être soigné. En juin, il est rapatrié par le fleuve Yukon qu'il descend sur un millier de kilomètres pour rejoindre la mer à St. Michael où il embarque en juin 1898 pour San Francisco.

### Course au succès et mariage (1899-1902)

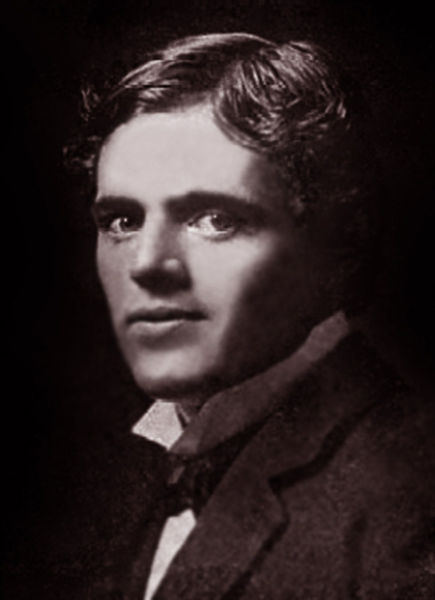
Jack London en 1900.

Au Klondike, Jack London n'a pas trouvé d'or mais de la matière littéraire. En janvier 1899, le magazine The Overland Monthly publie sa première nouvelle « À l'homme sur la piste » (To the man on the trail). Il continue d’écrire et obtient une reconnaissance avec son premier recueil de nouvelles : Le Fils du loup publié en 1900. En décembre 1899, lors d'un rassemblement du parti socialiste, Jack London rencontre Anna Strunsky, une étudiante russe dont il tombe amoureux.

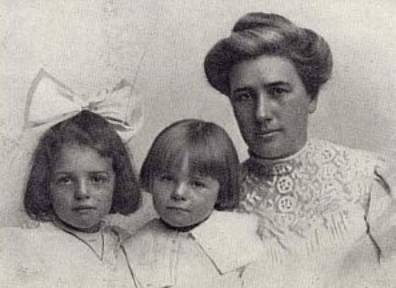
Bessie London et ses filles.

Le 7 avril 1900, le jour même où son premier recueil de nouvelles est publié, Jack London épouse Elizabeth « Bessie » Maddern. Bessie est la meilleure amie de Mabel Appelgarth et faisait partie de son cercle d'amis depuis un certain nombre d'années. Stasz disait : « Ils ont tous deux reconnu publiquement qu'ils ne se mariaient pas par amour, mais par amitié et la conviction qu'ils produiraient des enfants vigoureux. » Kingman, lui, disait : « Ils étaient bien ensemble… Jack avait clairement dit à Bessie qu'il ne l'aimait pas, mais qu'elle lui plaisait assez pour faire un mariage réussi. » Ils ont deux filles : Joan, née en janvier 1901, et Bess, née en octobre 1902,.
En 1901, il se porte candidat pour la mairie d'Oakland.

### Reporter à Londres (1902)

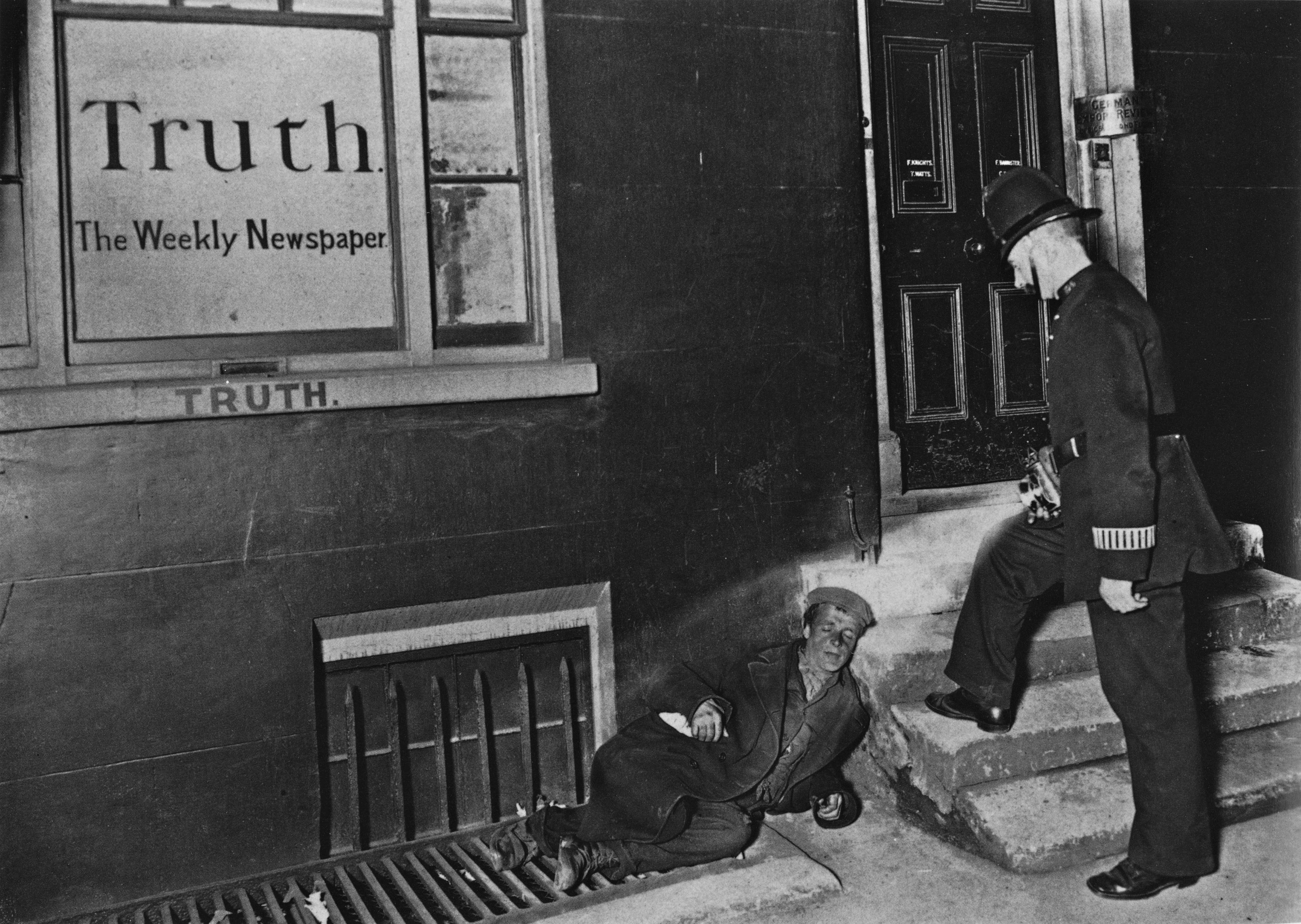
Une des photographies prises par Jack London à Londres en 1902 et publiées en 1903 dans son livre The People of the Abyss.

En 1902, Jack London voyage en Europe. Il devait couvrir la guerre des Boers comme correspondant pour le groupe Hearst, mais lorsqu'il arrive en Angleterre le 6 août 1902, la guerre est finie. Il reste alors à Londres et il décide de vivre pendant six semaines dans le quartier pauvre de l'East End. Il en tirera la matière du livre The People of the Abyss (Le Peuple de l'abîme ou Le Peuple d'en bas), terminé fin septembre 1902 et publié en 1903.
En octobre 1902, paraissent ses deux premiers romans :  Fille des neiges, raté selon son auteur, et La Croisière du Dazzler.
Le véritable succès arrive avec L'Appel de la forêt, commencé fin 1902 et publié en juillet 1903, qui sera vendu à deux millions d'exemplaires du vivant de Jack London. À noter que L'Appel de la forêt est la traduction originale mais controversée, datant de 1906, du titre The Call of the Wild. Cette première traduction, par la comtesse de Galard, est parfois reprise et remplacée, dans certains ouvrages, par L'Appel sauvage ou L'Appel du monde sauvage.
Il a été l'un des écrivains américains les mieux payés du début du XXe siècle.

### Correspondant de guerre en Corée (1904)

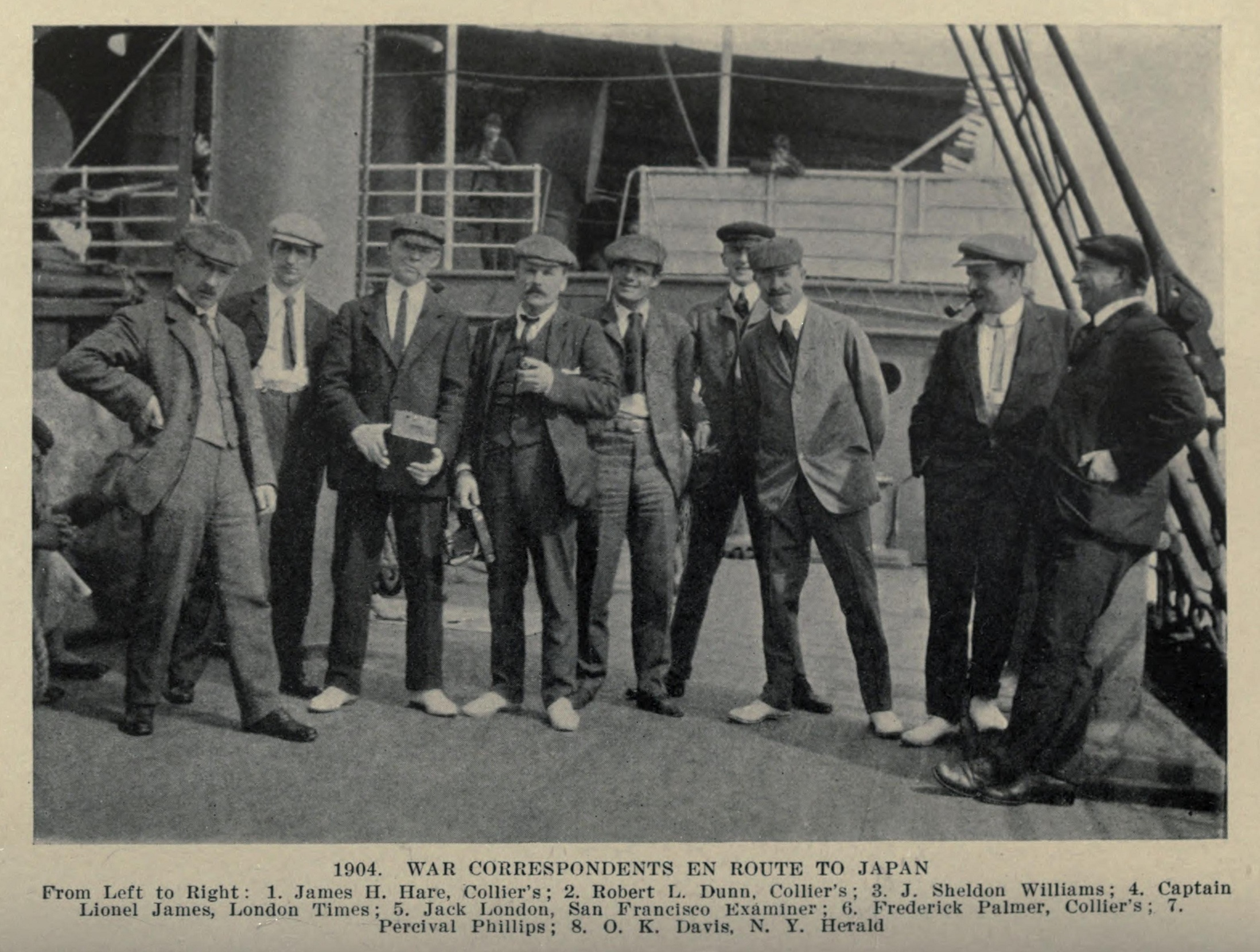
Jack London (cinquième à gauche) et d'autres reporters en route vers le Japon en 1904.

De février à mai 1904, il couvre la guerre russo-japonaise dans un reportage empreint de préjugés racistes sur les Coréens, mais qui marque son étonnement face au caractère industrialisé de la guerre moderne. Il est arrêté par l'armée japonaise pour avoir rossé le valet d'un officier puis libéré, sur intervention de Theodore Roosevelt, et finalement expulsé de Corée. Il décrit son expérience dans une série d'articles publiés dans le San Francisco Examiner et traduits en français en 1982 dans le recueil La Corée en feu.
De janvier à novembre 1904 paraît Le Loup des mers, son deuxième succès, un an après L'Appel de la forêt.
Le 18 août 1904, London se rend, avec son ami proche, le poète George Sterling (en), au Summer High Jinks organisé par le Bohemian Club au Bohemian Grove, situé à quelques miles du Ranch. London est élu membre honoraire du Bohemian Club et participe à de nombreuses activités du club.

### Remariage et révolution russe (1905)

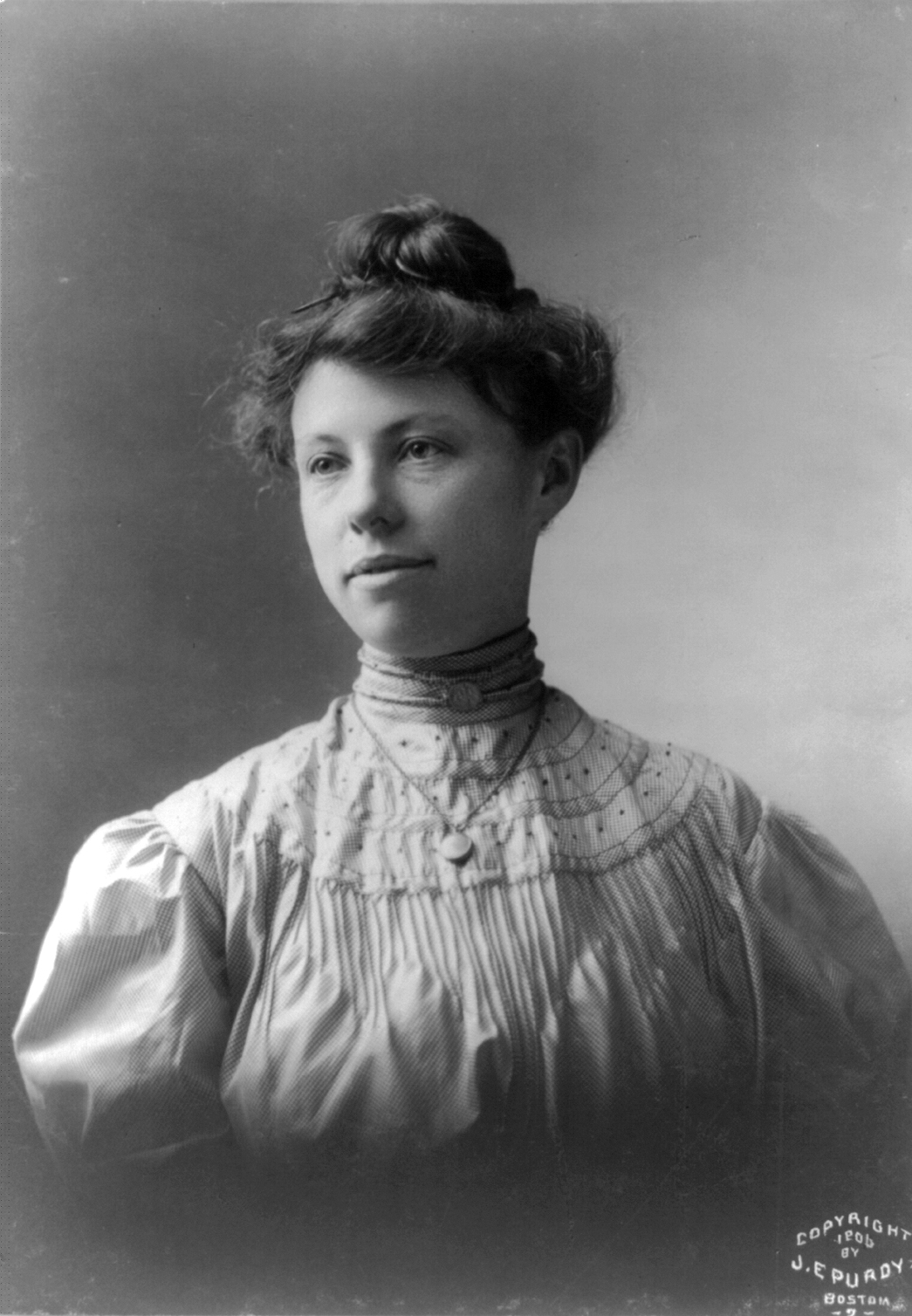
Charmian London en 1905.

L'été 1903, Jack London tombe amoureux de  Charmian Kittredge, qu'il a rencontrée en janvier 1900. Elle était la nièce de la femme d'un directeur de journal d'Oakland. Fin juillet, il se sépare de Bessie et de ses filles.

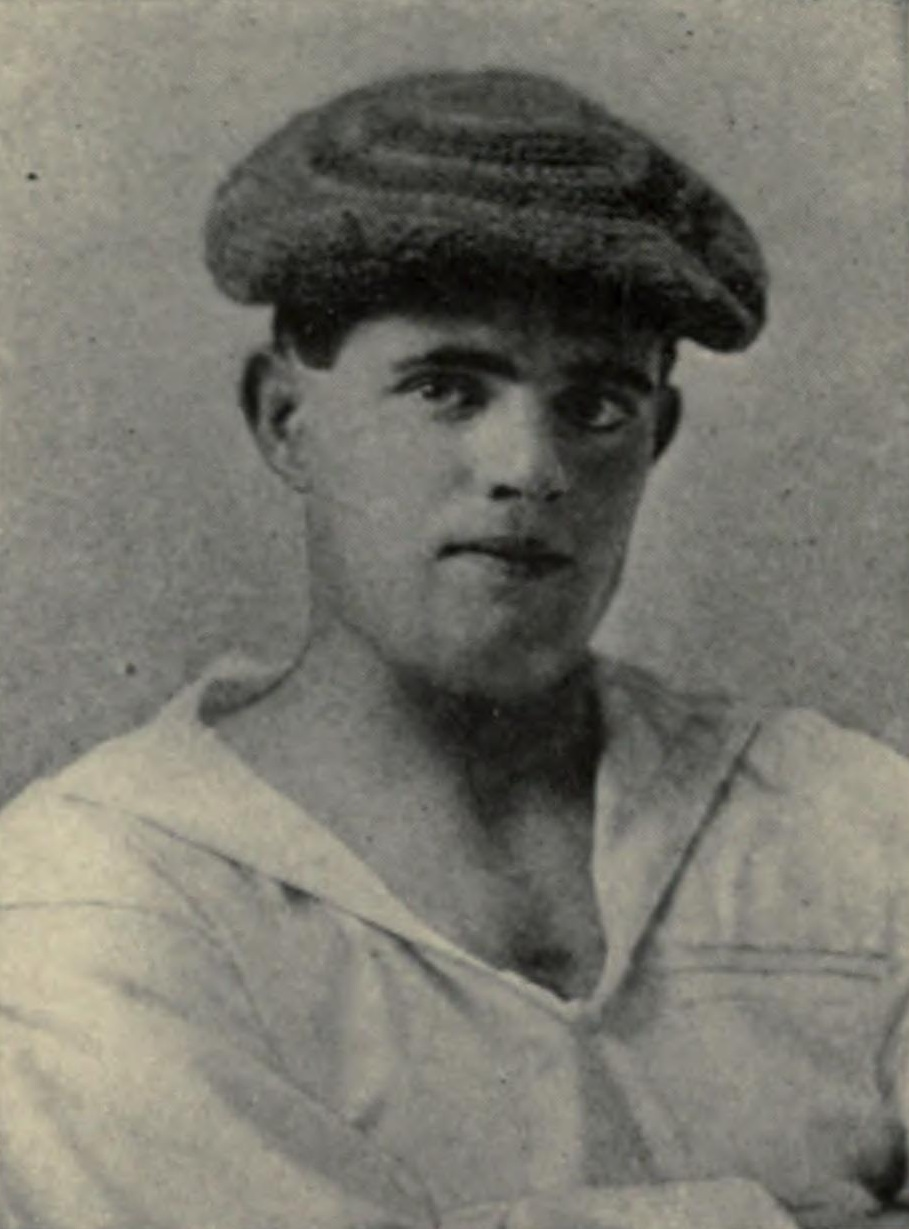
Jack London en 1904.

Le 28 juin 1904, Elisabeth London dépose une demande de divorce pour abandon de domicile. Elle croit que Jack London la quitte pour Anna Stripunsky. Le divorce est prononcé un an plus tard, en novembre 1905.
En 1905, il échoue une deuxième fois à l'élection pour la mairie d'Oakland.
En juin 1905, Jack achète un ranch, le Hill Ranch à Glen Ellen, dans la Sonoma Valley (la « Vallée de la Lune ») et quitte Oakland et la Baie de San Francisco. Il commence l'écriture de Croc Blanc qui paraîtra en 1906.
Jack London se passionne pour la révolution russe de 1905. Il est nommé président de l'Intercollegiate Socialist Society et donne des conférences dans les universités américaines en 1905-1906. Mi-novembre 1905, alors qu'il prononce un discours à Chicago, Jack London apprend que le divorce avec Bessie est prononcé. Le lendemain, le 19 novembre 1905, il se remarie avec  Charmian Kittredge. Ce remariage si rapide déchaîne les critiques de la presse conservatrice. Le couple fuit le scandale en effectuant un voyage de noces à Cuba et en Jamaïque.
En 1906, Jack London fait construire  Le Snark, un ketch avec lequel il veut faire un tour du monde pendant sept ans. Le 18 avril a lieu le séisme de 1906 à San Francisco. La ville de San Francisco est ravagée par les incendies. London écrit un article, illustré de photos, qu'un magazine new-yorkais lui paye 125 cents le mot.
En 1907, il publie un roman sur sa traversée des États-Unis à la suite du « Général Coxey », Les Vagabonds du rail.

### Voyage dans les Mers du Sud  (1907-1909)

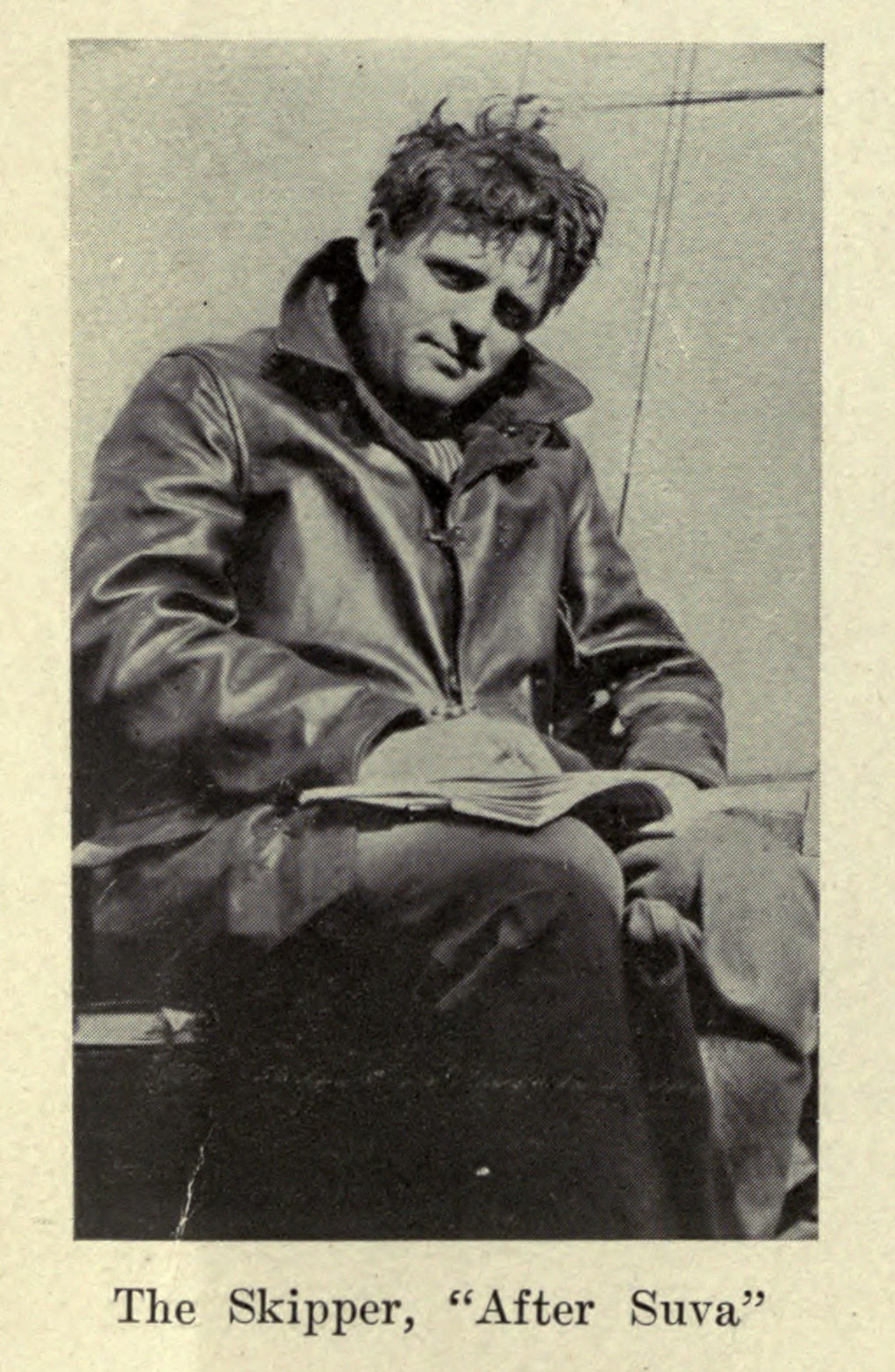
Jack London sur le Snark en 1908.

En avril 1907, Jack London entame son tour du monde à bord de son navire Le Snark. Sa traversée du Pacifique est relatée dans La Croisière sur le Snark.

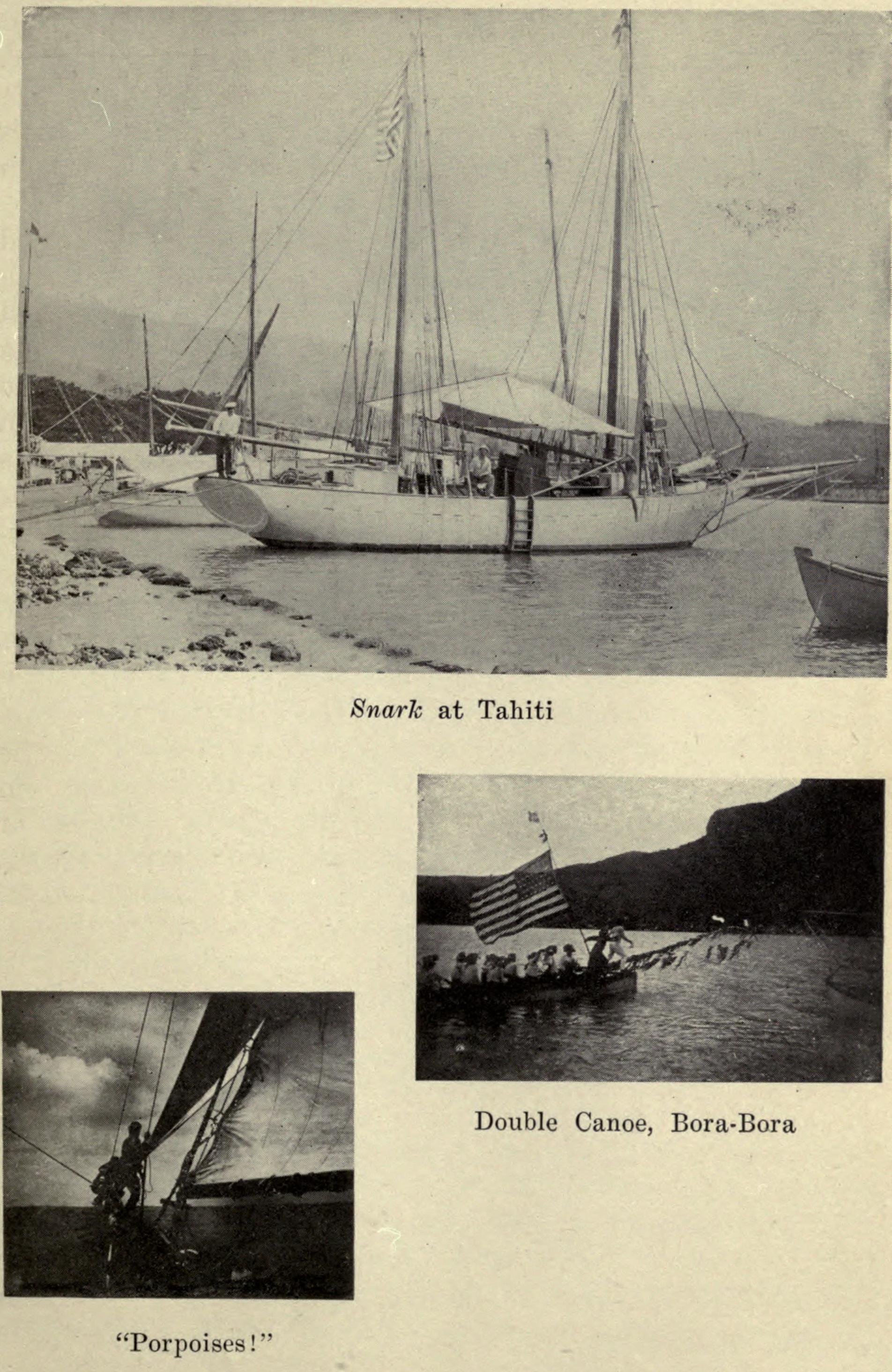
Photographies extraites du journal de bord du Snark de Charmian London. Le Snark à Tahiti. Arrivée à Bora Bora.

Ce périple le conduit d'abord en mai à Honolulu où il séjourne pendant trois mois pour commencer la rédaction de Martin Eden, puis, le 6 décembre, à Nuku Hiva, l'île principale de l'archipel des Marquises où il rencontre les Taïpis soixante ans après Herman Melville. Le 26 décembre, il est à Papeete. Dans l'équipage, le futur aventurier Martin Johnson a été embauché comme cuisinier.
Début 1908, London revient pendant un mois à San Francisco pour mettre de l'ordre dans ses finances, gérées alors par la tante de sa femme et qu'il confie à sa demi-sœur Eliza. Il retourne ensuite à Tahiti fin février 1908 où il achève Martin Eden. Il visite les îles de la Société (mars-avril), où il se lie d'amitié avec un Polynésien de Bora-Bora nommé Tehei. Avec lui, il poursuit son voyage en mai aux Îles Samoa où il se recueille sur la tombe de Robert Louis Stevenson (le 8 mai), et continue enfin jusqu'à la Mélanésie : Archipel des Fidji (27 mai-4 juin), Nouvelles-Hébrides (12-20 juin) et archipel des îles Salomon (28 juin-3 novembre).
Atteint d'ulcères cutanés dus au pian, qu'il traite par des applications de sels de mercure, London doit être soigné en novembre-décembre 1908 à Sydney, ce qui l'oblige à mettre fin à son aventure maritime et à abandonner le Snark aux Îles Salomon. Il quitte  finalement l'Australie en avril 1909 après une convalescence en Tasmanie et arrive en Californie  en juillet 1909 via l'Équateur, le Panama et la Nouvelle Orléans.
En 1908 et 1909, Jack London ne publie qu'un seul livre : Martin Eden, qui paraît dans les numéros de septembre 1908 à septembre 1909 du Pacific Monthly puis en volume.

### Agriculteur et éleveur àBeauty Ranch

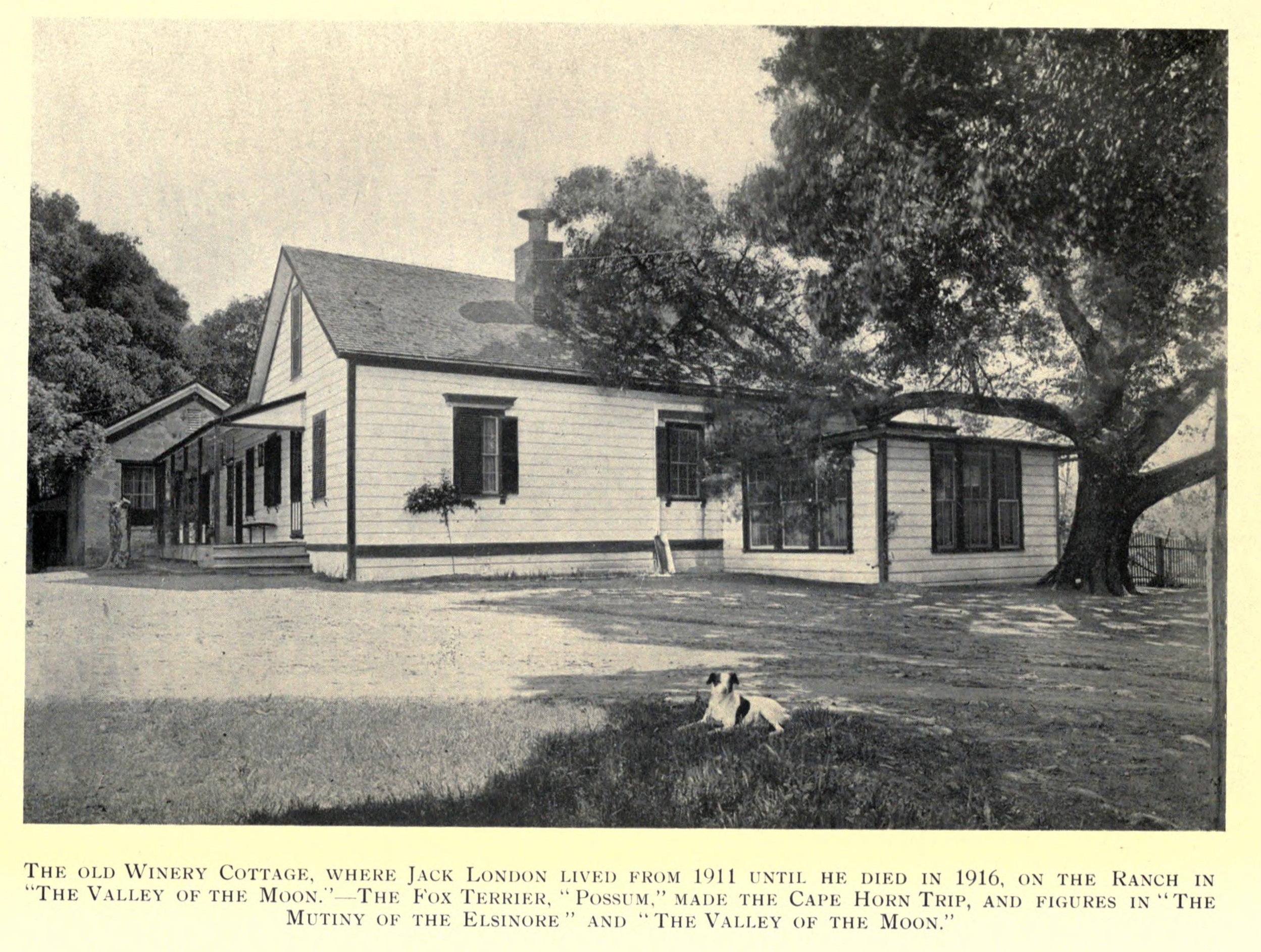
Le cottage du vignoble (dans le ranch de la « Vallée de la Lune ») où London vécut à partir de 1911 jusqu'à sa mort en novembre 1916, à Glen Ellen dans le Jack London State Historic Park.

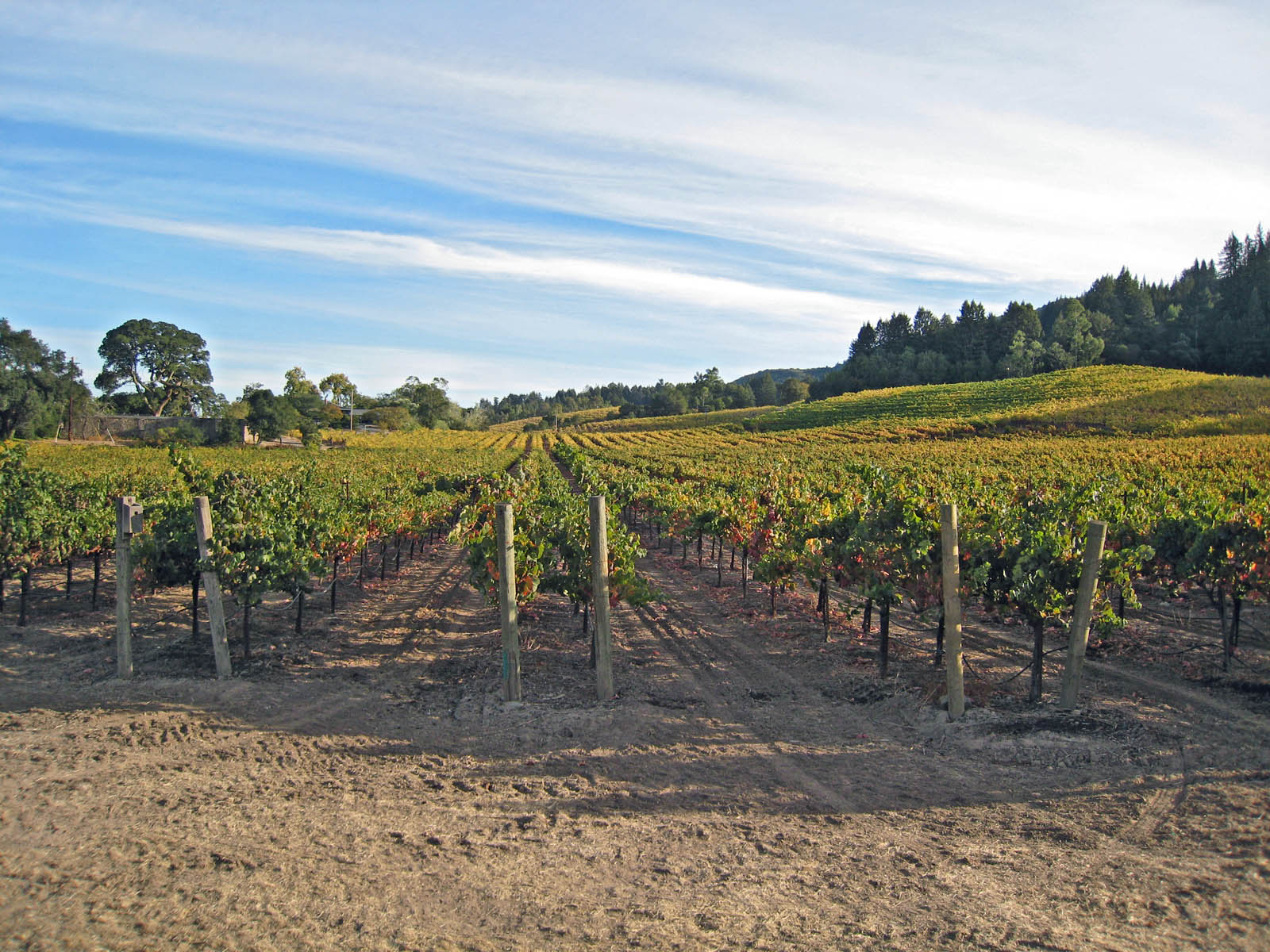
Vignes plantées par London.

En 1908 et 1909, London augmente la surface de Beauty Ranch, la ferme située à Glen Ellen dans la vallée de Sonoma  en Californie qu'il avait achetée en 1905, en rachetant les ranchs environnants. En mai 1910, il achète 283 hectares d'anciens vignobles qui étendent son domaine. En 1911, Jack London s'y retire avec sa femme ; il plante des vergers, de l'eucalyptus et du maïs. Il élève des cochons dans une porcherie et apprend à dresser des chevaux. Jack London voulait vivre une existence aussi naturelle que possible.
Cependant l'historien Kevin Starr note que London est cependant absent de son ranch environ six mois par an. Il continue à voyager : expédition avec un attelage de quatre chevaux pendant trois mois dans la Californie et l'Oregon en 1911 et croisière de cinq mois jusqu'au cap Horn en 1912.

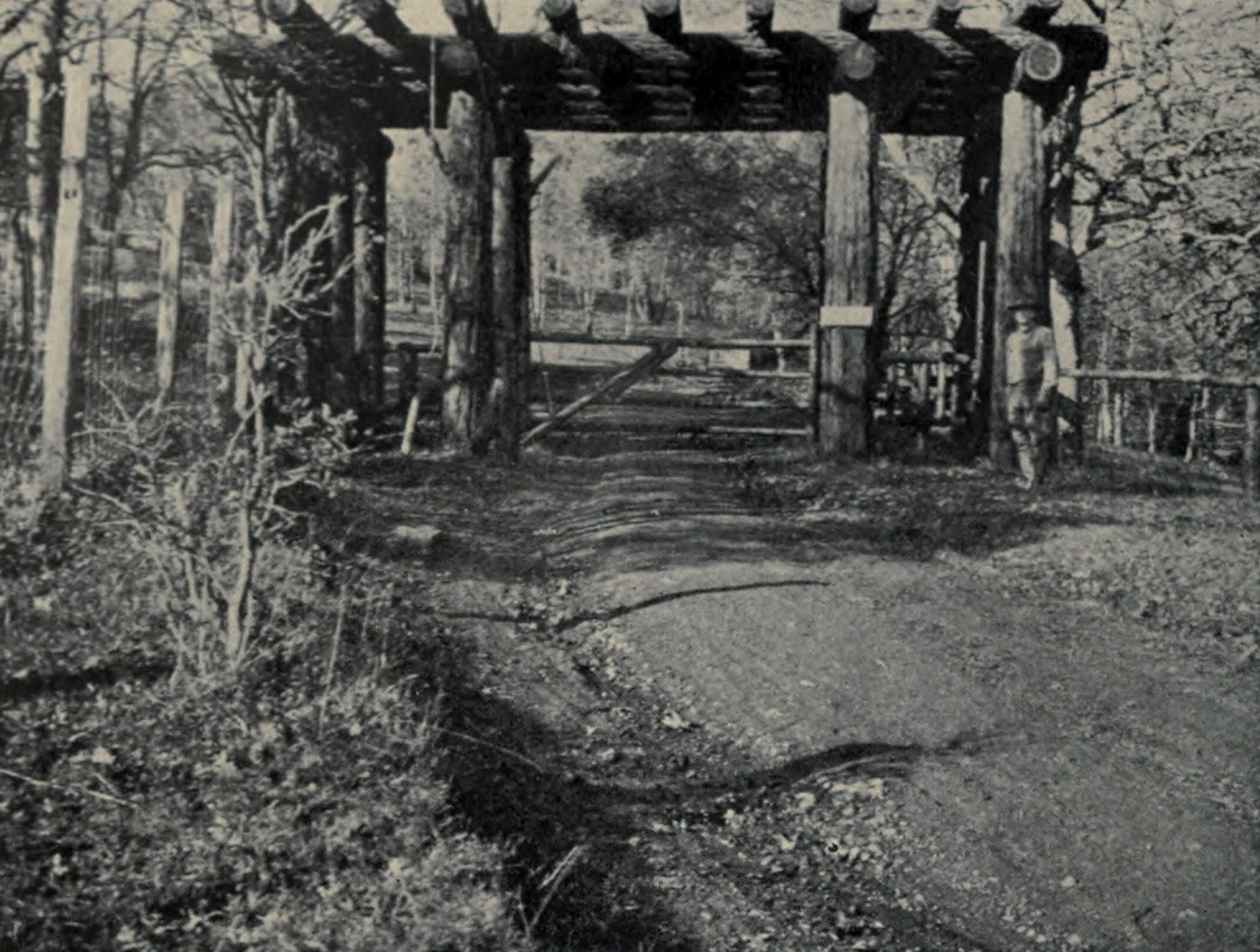
Porte du Beauty Ranch.

Il publie en 1910 un recueil d'essais et d'articles (Révolution et autres essais), un recueil de nouvelles écrites avant son voyage en Polynésie (La Face perdue) et Radieuse Aurore, un roman d'aventures qui célèbre le retour à la terre et l'amour des femmes et qui est un grand succès de librairie. Il achète également un sloop qui lui permet de partir en croisière dans la Baie de San Francisco. Passionné par la boxe, il écrit un compte-rendu du championnat du monde de boxe anglaise Johnson-Jeffries disputé le 4 juillet 1910 à Reno dans le Nevada, où il reconnaît la supériorité du boxeur noir Jack Johnson.
De 1908 à 1912, il écrit plus de 90 nouvelles, inspirées notamment par ses voyages dans le Pacifique ou au Mexique. Il publie de 1911 à 1913 cinq romans d'aventures, d'anticipation ou d'inspiration socialiste ainsi que deux récits inspirés par sa vie (La Croisière sur le Snark et Le Cabaret de la dernière chance).
De 1910 à 1913, London fait construire la maison de ses rêves, Wolf House, sur son ranch. En juillet 1913, la Wolf House brûle dans un incendie, peu de temps avant qu'il y emménage. La même année, il fait une apparition dans l'adaptation cinématographique du Loup des mers.

### Dernières années

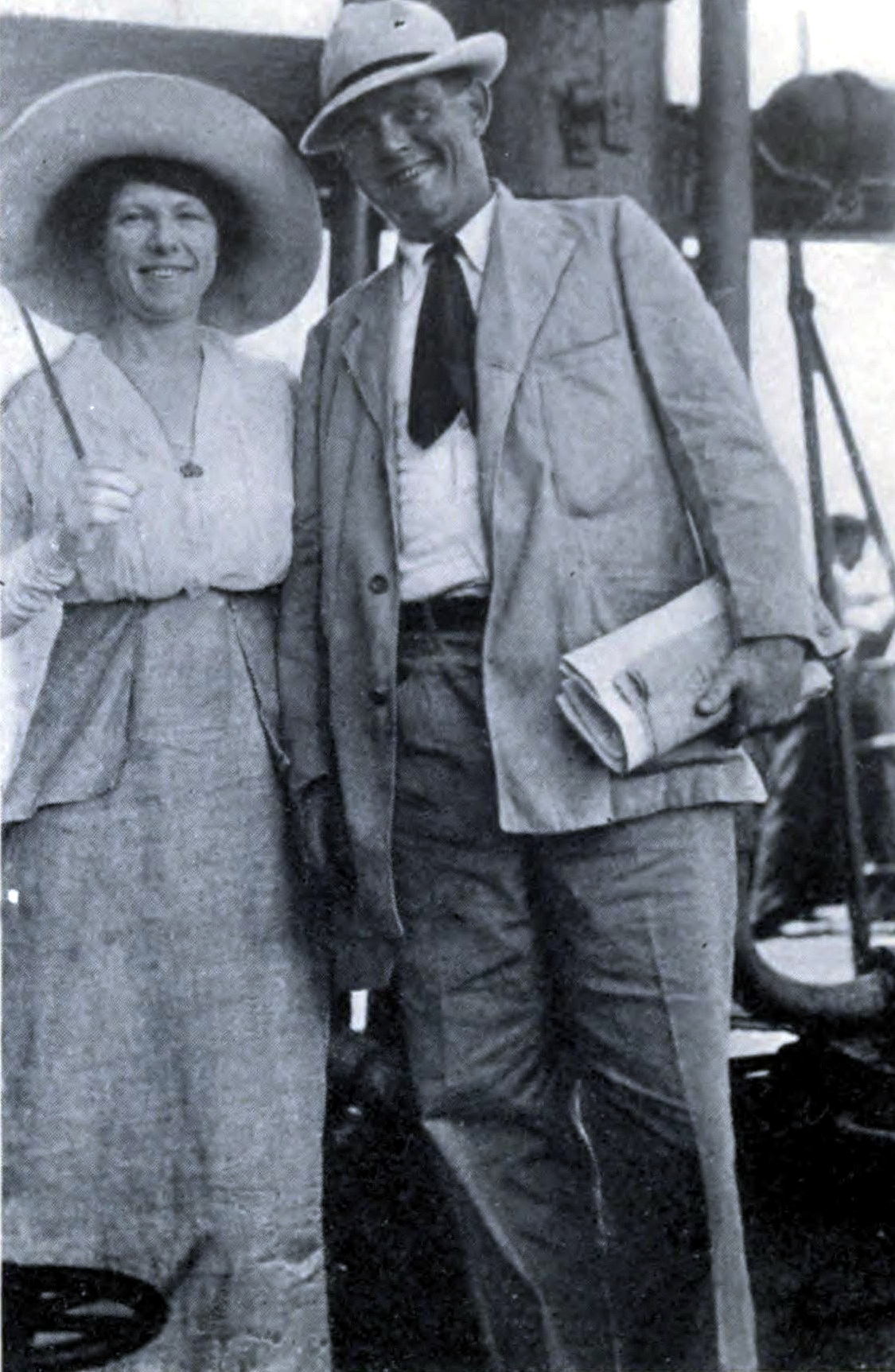
Jack London et sa femme à Veracruz au Mexique pendant le conflit entre les États-Unis et le Mexique en 1914.

En avril 1914, Jack London part avec sa femme pour le Mexique, avec un salaire de 11 000 dollars par semaine plus les frais payés par le magazine Collier's, pour couvrir le conflit entre le Mexique et les États-Unis. Il arrive  à Galveston au Texas, où il doit embarquer avec un régiment sur un navire de l'armée américaine mais les militaires lui refusent l'embarquement. En octobre 1913, avait paru un pamphlet anti-militariste, Le Bon Soldat (The Good Soldier) dans l' International Socialist Review et l'armée américaine accusait Jack London d'en être l'auteur. L'écrivain doit convaincre le ministère des Armées qu'il n'en était rien pour pouvoir monter sur le navire et se rendre au Mexique. Arrivé à Veracruz, il n'y a pas de guerre mais London écrit sept articles sur le conflit. Malade de la dysenterie, il doit retourner en Californie pour se soigner en juillet 1914.

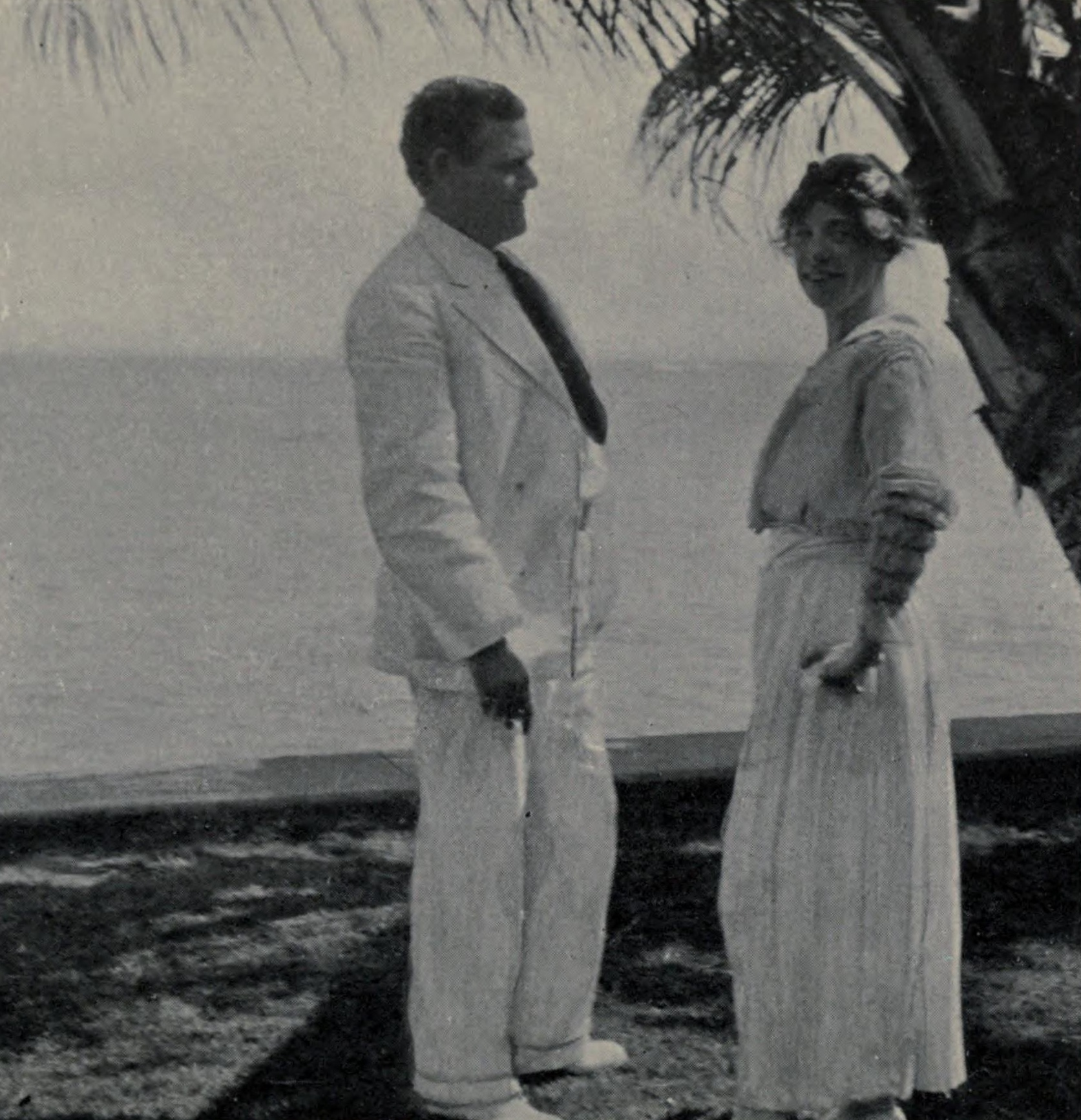
Jack London et sa femme à Waikiki en 1916.

Il effectue deux séjours à Hawaï, de mars à juillet 1915 et de décembre 1915 à juillet 1916 pour soigner ses rhumatismes.
Son dernier grand roman, La Petite Dame dans la grande maison paraît entre avril 1915 et janvier 1916.
De Honolulu, Jack London envoie sa lettre de démission du parti socialiste en mars 1916.
Endetté, il écrit en un an trois romans qui paraîtront après sa mort : Jerry, chien des îles , Michaël, chien de cirque (publiés en 1917), et Trois cœurs (paru en 1918).

### Mort à quarante ans (1916)

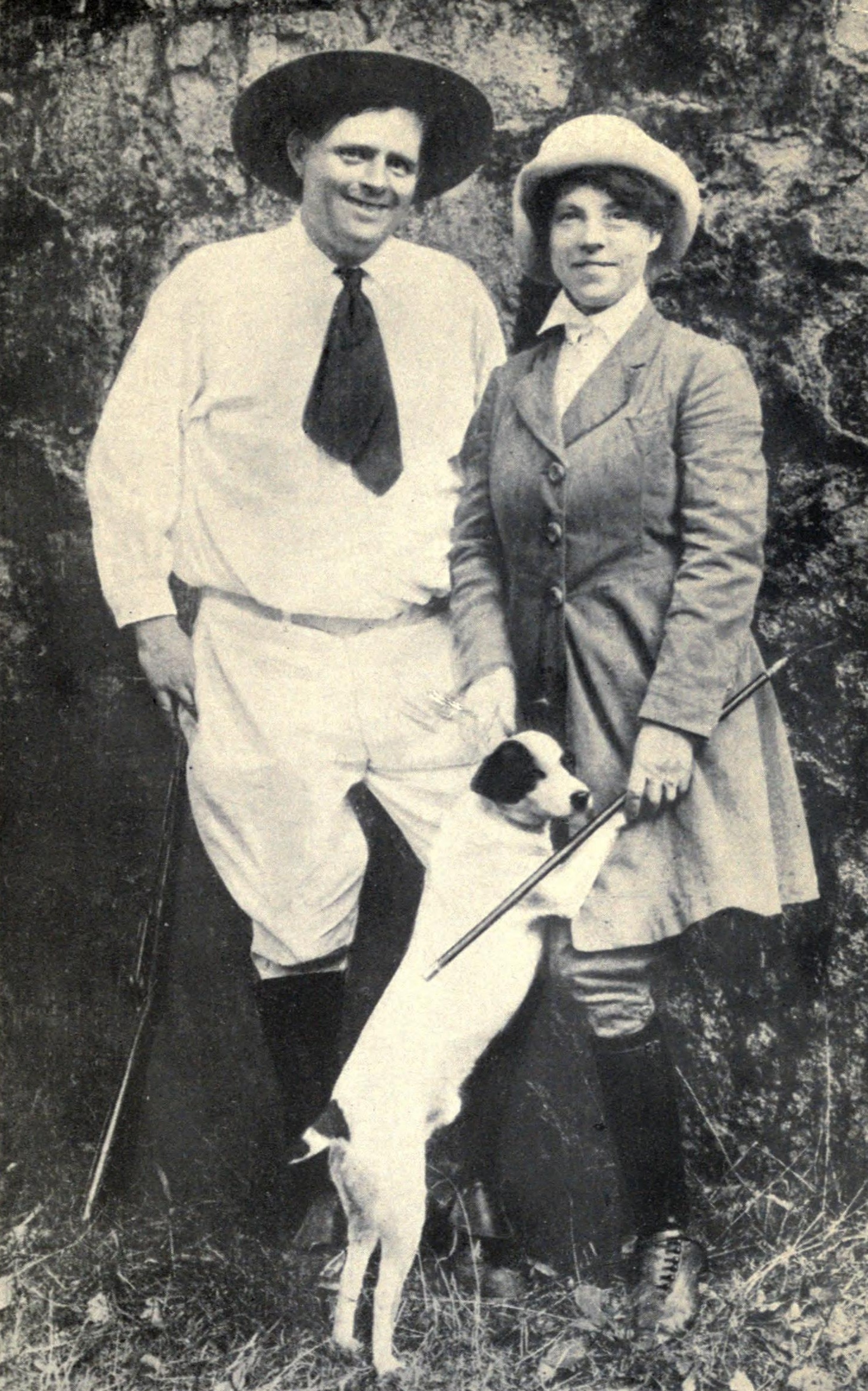
Jack London et sa femme six jours avant la mort de l'écrivain.

En juillet 1916, Jack London quitte Hawaï définitivement. Dans son ranch, il entreprend deux nouveaux romans (Cherry ou Les Yeux de l'Asie et Le Bureau des assassinats) et la construction d'une nouvelle porcherie. En septembre, il est alité pendant une semaine pour rhumatismes.
Le 21 novembre, dans son cottage, Jack London est saisi de vomissements. Il meurt le 22 novembre 1916, des suites d'un empoisonnement du sang causé par une urémie, maladie dont il souffrait depuis son voyage dans le Pacifique et confirmé par l'un de ses médecins, Alan Thompson, présent lors de sa mort. Au moment de sa mort, il était également atteint de dysenterie, et était rongé par son alcoolisme.

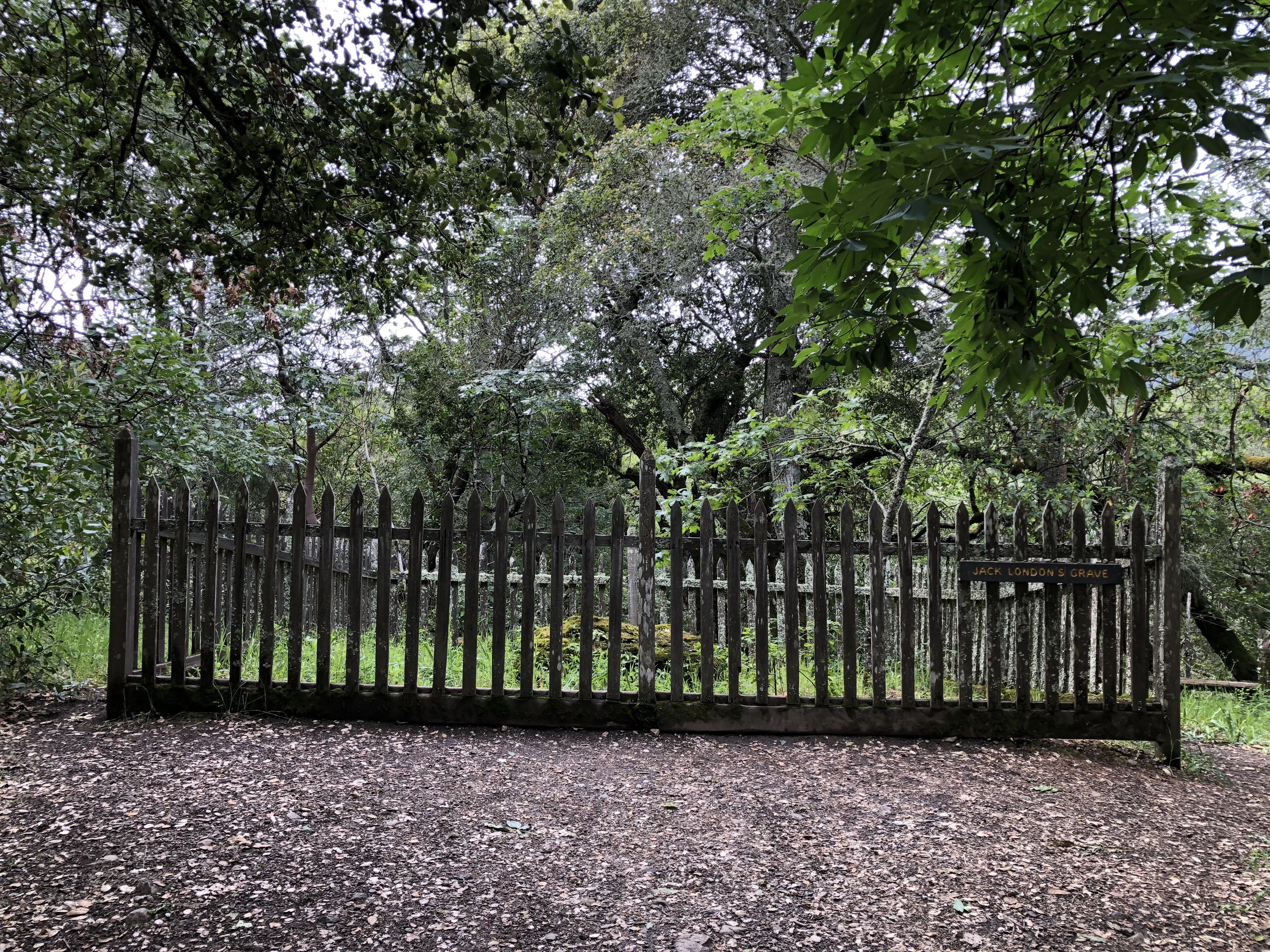
Tombe de Jack London et de sa femme dans le Jack London State Historic Park.

Son usage de la morphine et son roman Martin Eden (qui se termine par le suicide du personnage) ont fait envisager par certains l'hypothèse d'un suicide par overdose, tel l'écrivain et chanteur Yves Simon, dans la biographie qu'il a consacrée à Jack London.
Son corps est incinéré et ses cendres sont placées sous une pierre qui appartenait à la Wolf House[réf. nécessaire].

## Liens avec le socialisme

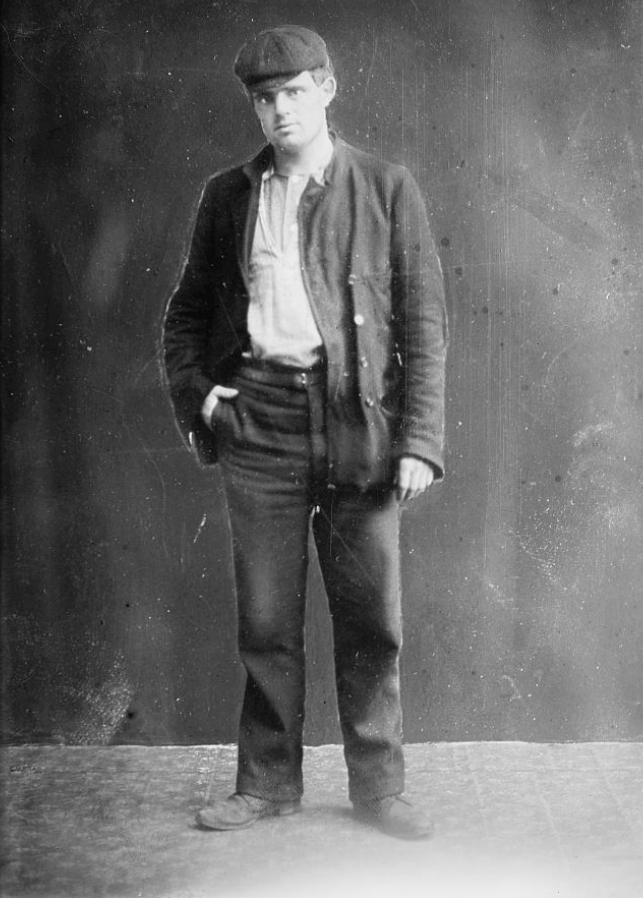
Jack London.

Ses expériences ouvrières et ses lectures lui ont donné une orientation politique socialiste, classée alors à l’extrême-gauche. Il adhère au Socialist Labor Party en avril 1896. Il continue à militer jusqu'à sa rupture avec le Socialist Labor Party en 1901 pour rejoindre le Parti socialiste d'Amérique. Sa conception matérialiste de l'histoire est exprimée dans le roman Le Talon de fer, où il décrit une révolution de type socialiste, qu'il situe aux États-Unis, et sa répression pendant trois cents ans par une société de type fasciste, bien avant son avènement, où la dictature s’allie aux capitalistes arrivés au dernier stade possible de leur évolution. Après l'arrivée d'Hitler au pouvoir l'ouvrage sera préfacé par Léon Trotski.
Il se présente aux élections municipales d’Oakland en 1901 et 1905, soutient de ses dons (en argent et en écrits) plusieurs journaux socialistes, se lie avec Eugene Victor Debs (la nouvelle Le Rêve de Debs porte son nom). Il publie en 1905 le recueil La Guerre des classes.
Dès le début de la révolution mexicaine, il soutient la cause des insurgés. Les textes qu’il publie en leur faveur sont regroupés dans le recueil Révolution (1910).
En mars 1916, il démissionne du Socialist Party, lui reprochant d'abandonner la doctrine révolutionnaire pour se tourner vers la réforme sociale négociée.

## Sources d’inspiration

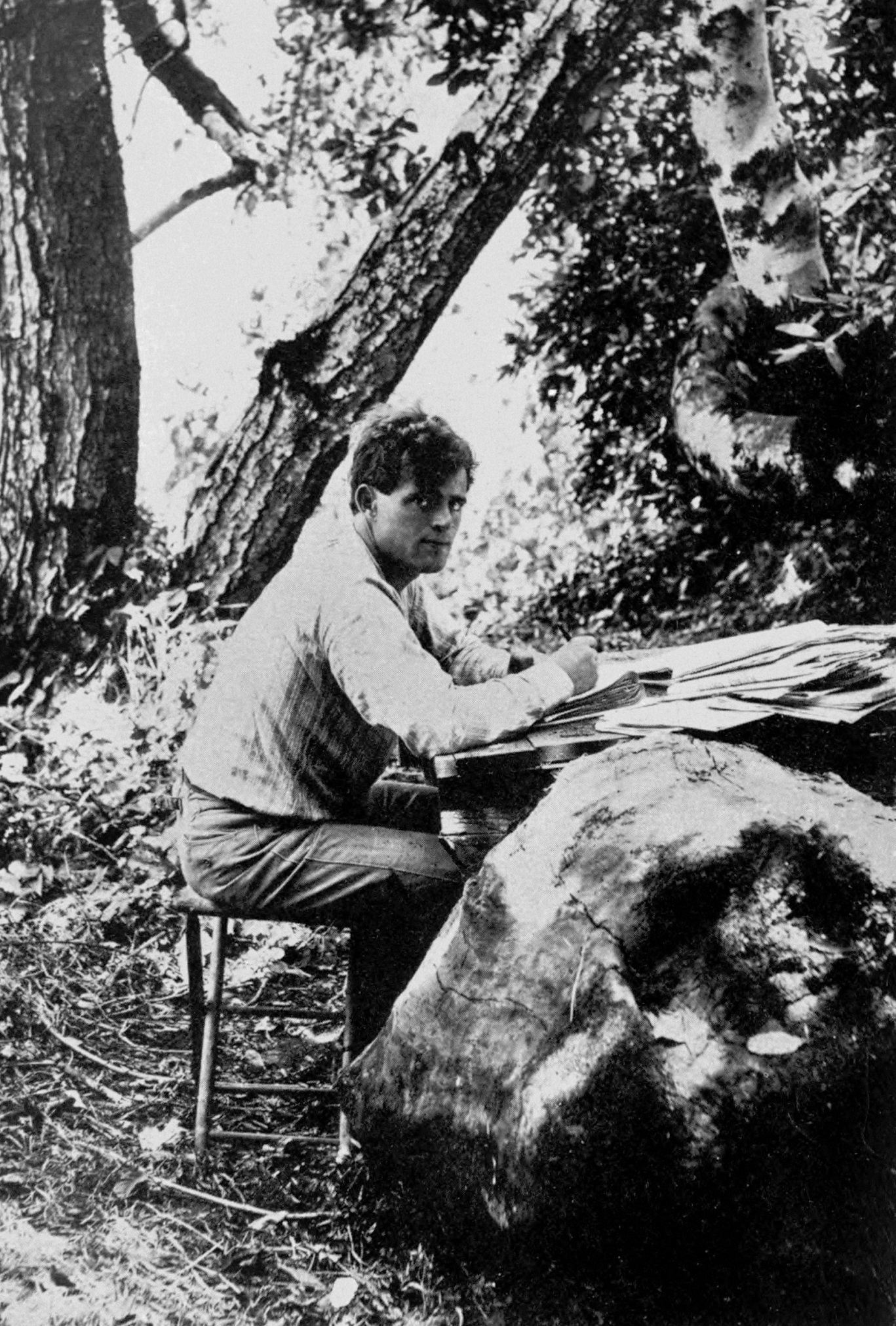
Jack London écrivant en 1905.

Jack London a lu les principaux auteurs français de l’époque : Victor Hugo (dont Les Misérables), Eugène Sue (notamment ses œuvres sociales), Guy de Maupassant ; des auteurs socialistes (dont Karl Marx), Charles Darwin, Herbert Spencer.

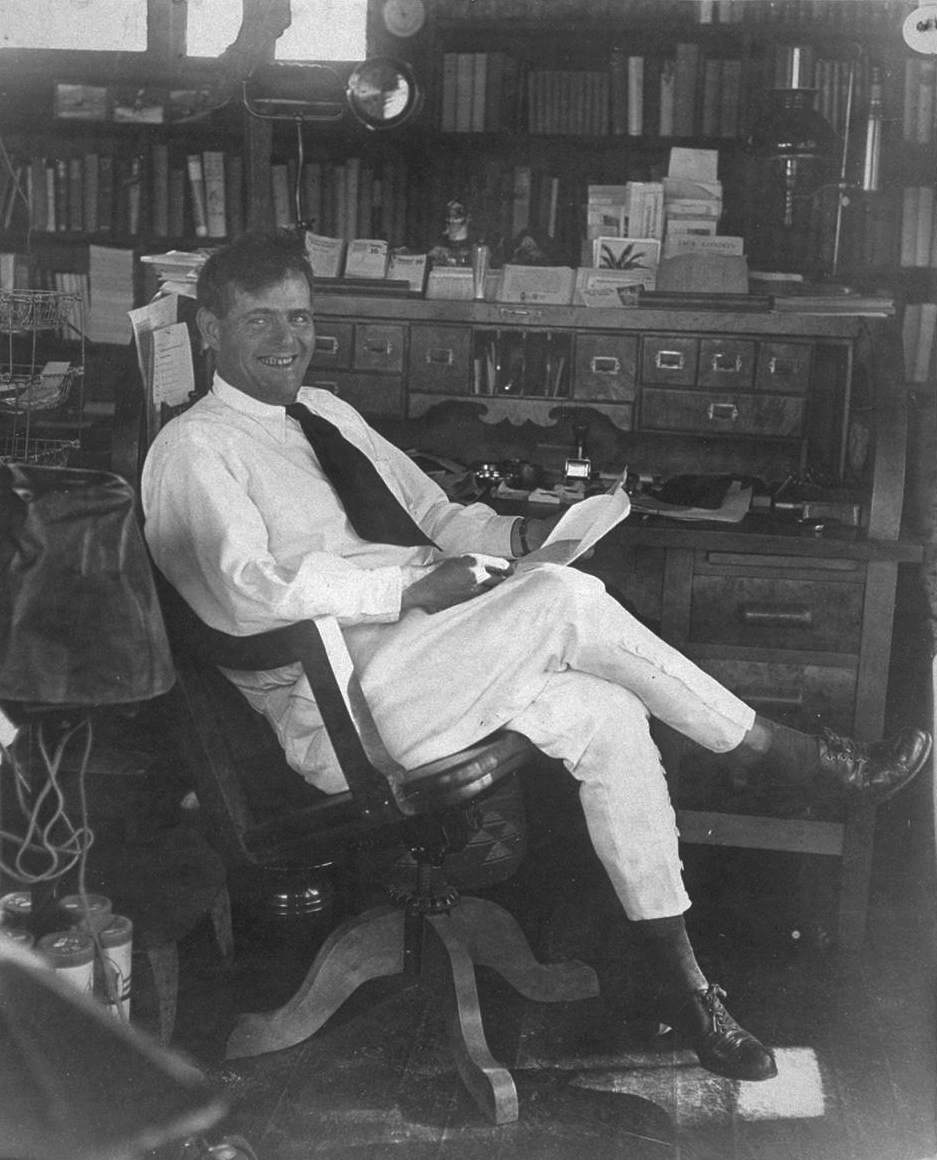
Jack London dans son bureau en 1916.

Il était également admirateur d'Herman Melville (l'auteur de Moby-Dick).
Jack London a été influencé par plusieurs auteurs qu'il cite explicitement dans ses œuvres dont Rudyard Kipling, Robert Louis Stevenson, Ouida, Charles Darwin, Herbert Spencer, Friedrich Nietzsche, David Starr Jordan, Thomas Henry Huxley, John Tyndall, Ernst Haeckel, Karl Marx et Scotty Allan[réf. nécessaire].

## Thèmes de l'œuvre

### Une œuvre engagée
(août 2021).
Si vous disposez d'ouvrages ou d'articles de référence ou si vous connaissez des sites web de qualité traitant du thème abordé ici, merci de compléter l'article en donnant les références utiles à sa vérifiabilité et en les liant à la section « Notes et références ».

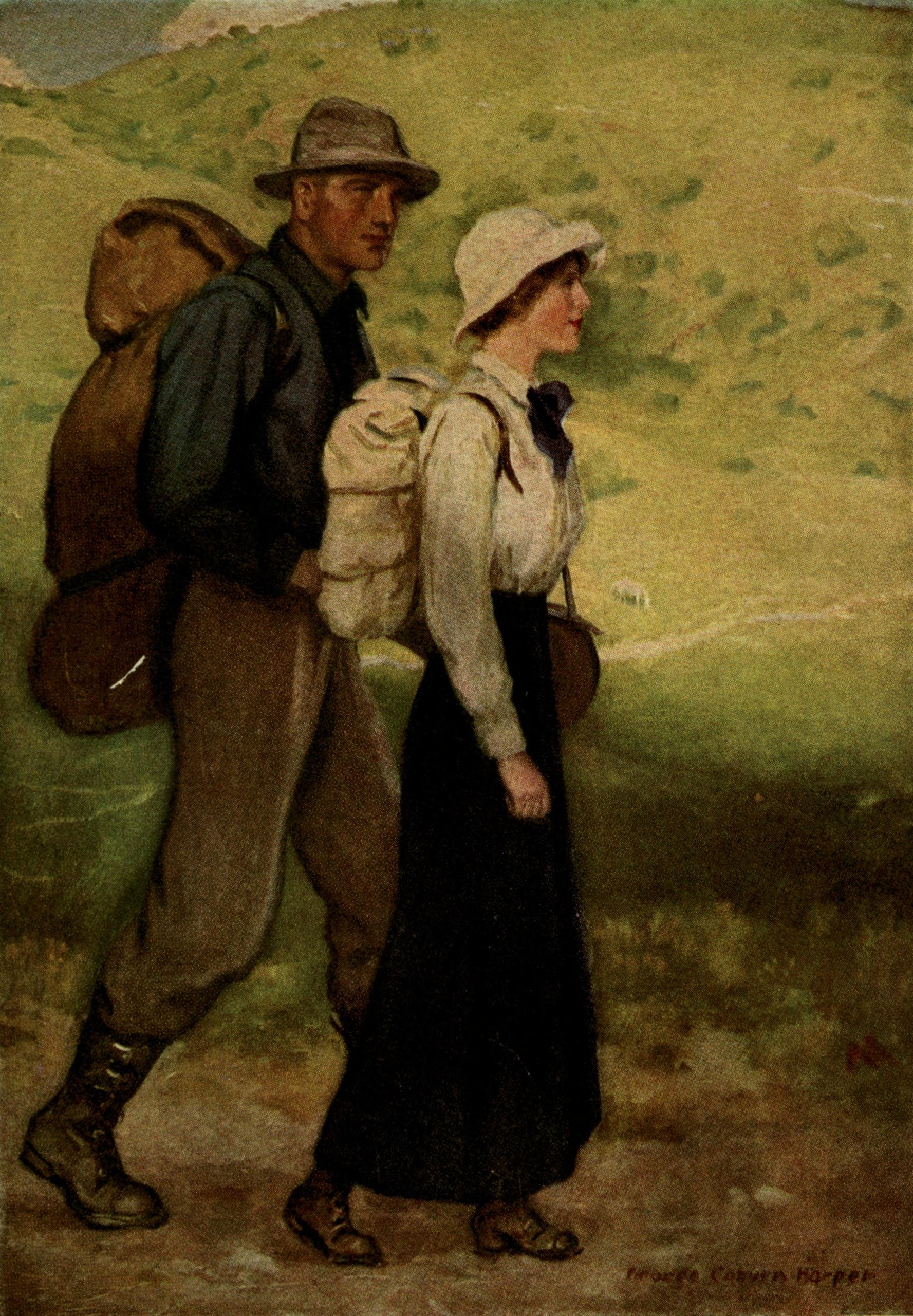
Couverture de la Vallée de la Lune, roman socialiste.

Plusieurs des œuvres de Jack London, en particulier les romans animaliers tels Croc-Blanc, paraissent aujourd'hui dans les collections destinées à la jeunesse et connaissent toujours un grand succès. Une seule de ces œuvres, La croisière du Dazzler, met en scène des enfants.
Son œuvre n'en est pas moins politiquement engagée quand il décrit, par exemple, l'horreur libérale des bas-quartiers de l'est londonien dans Le Peuple de l'abîme. Dans un long roman, La Vallée de la Lune, il montre un couple d'ouvriers, engagé dans les luttes sociales, qui, en proie au découragement, cherche une autre vie dans la nature.
Dans Martin Eden, il nous fait partager son expérience de jeune auteur issu d'un milieu pauvre, incompris par la femme riche qu'il aime et rejeté par la famille de celle-ci. Ce roman, mal compris à son époque, était plus une dénonciation de l'esprit de classe qu'un bilan romancé de sa vie,. À travers cette œuvre, Jack London nous montre la difficulté pour un homme, issu de quartiers populaires et d'une classe sociale faible, d'émerger et de passer à une classe sociale plus importante,.Ce récit a souvent été qualifié de livre autobiographique car on y retrouve de nombreuses similitudes avec la vie de Jack London,. Quand une journaliste l'interroge à ce propos il répond: "Comme je l'ai dit dans "Le cabaret de la dernière chance", je suis Martin Eden. Je n'avais pas l'intention de mourir, mais j'ai amplement connu, d'un bout à l'autre, l'expérience de Martin Eden. Celui-ci est mort parce qu'il était individualiste, je vis parce que j'étais socialiste et que j'avais une conscience sociale."

### Le Grand Nord

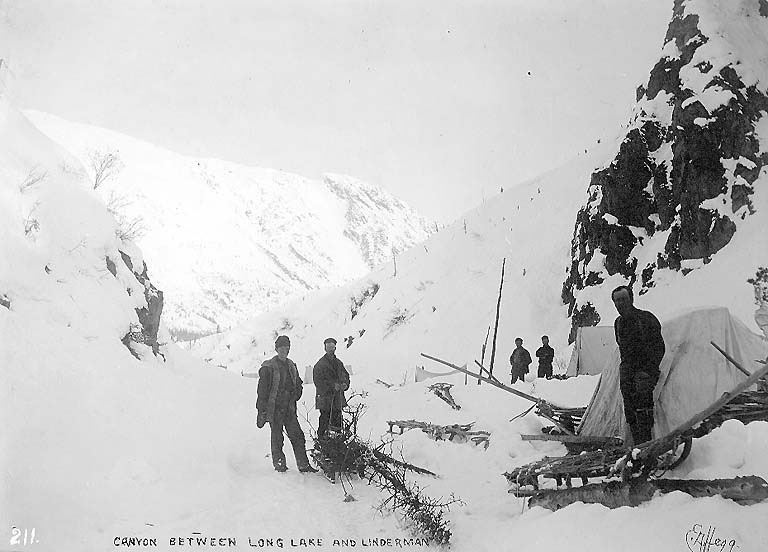
Campement au Klondike.

Jack London a utilisé son expérience dans le Grand Nord canadien, lors de la ruée vers l'or au Klondike, dans ses livres les plus célèbres tels L'Appel de la forêt et Croc-Blanc et dans de très nombreux recueils de nouvelles.

### La mer

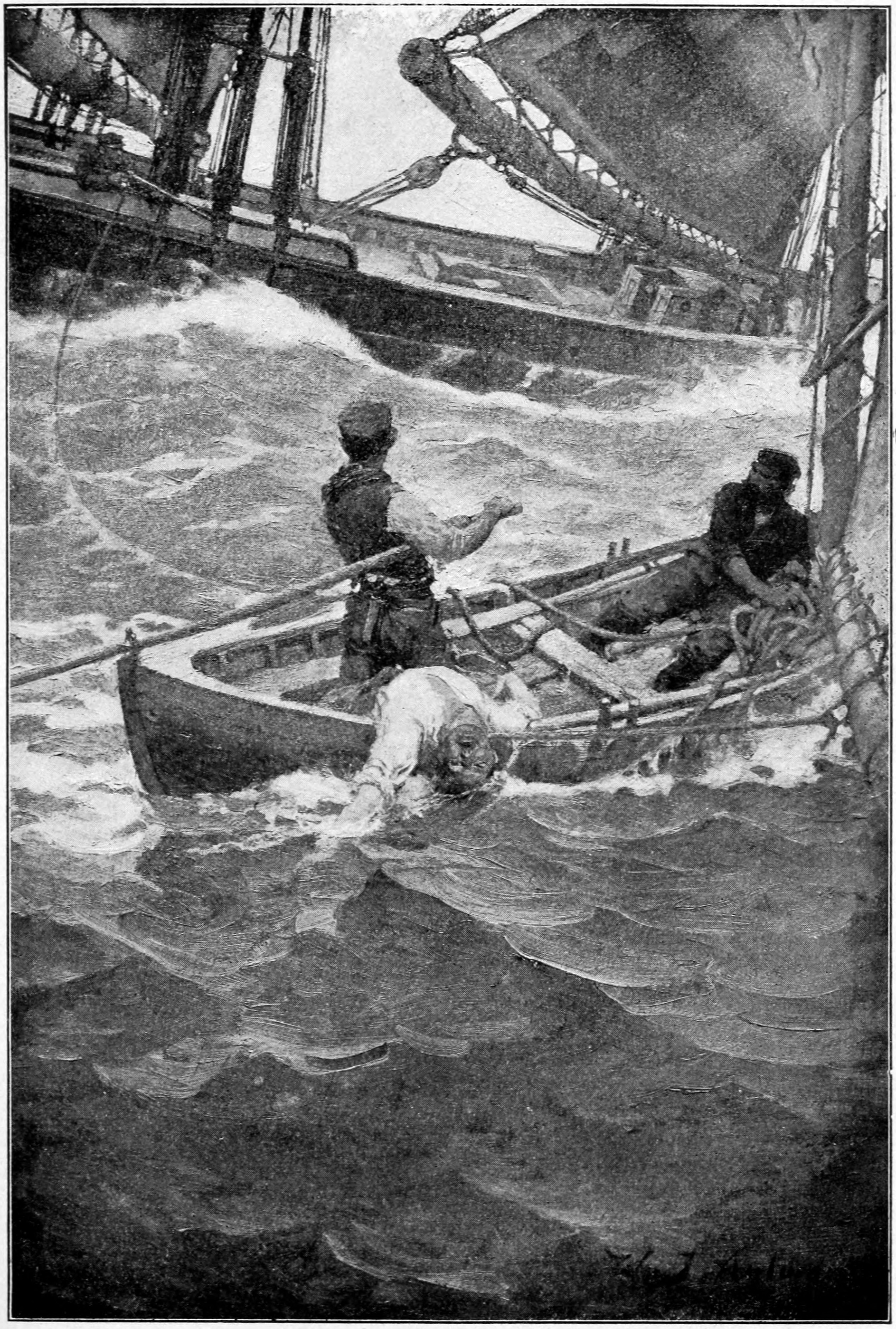
Illustration du Loup des mers (1904).

La mer constitue aussi pour lui une autre source d'inspiration avec Le Loup des mers, Les Mutinés de l'Elseneur, L'Aventureuse.
Le grand succès du Loup des mers s'avère, comme il l'explique dans une lettre en 1914, une déception pour lui. L'ouvrage est accueilli seulement comme un roman d'aventures, alors qu'il y avait attaqué l'idée du surhomme défendue par Nietzsche. Toutefois en 1941, sans qu'on sache s'il avait eu connaissance de la lettre, le réalisateur Michael Curtiz actualise ce côté engagé du récit dans son film Le Vaisseau fantôme. Il assimile par allégorie le personnage nordique, autodidacte, tyrannique, raciste, Lou Larsen, à Adolf Hitler, dont il avait fui quelques années plus tôt la dictature.
L'adaptation télévisée de 1972 imagine une amitié d'enfance entre les deux protagonistes Larsen et Humprey que le second seulement a à l'esprit pour avoir relevé dans la bibliothèque du vaisseau un livre qu'il lui avait autrefois donné. Cela amène les réalisateurs à intégrer dans la série en flash back (par les souvenirs d'Humphrey) des scènes inspirées en fait d'autres œuvres de Jack London : Les pirates de San Francisco et les vagabonds du rail.

### La boxe
London a publié plusieurs récits et courts romans sur les matchs de boxe dont Le Jeu du ring ou L'Enjeu en 1905 et La Brute des cavernes en 1911. Il a également écrit des articles sur des matchs de championnat du monde de boxe en 1910.

### Les chiens et la condition animale
Un des thèmes de London est la condition animale. En 1911, il écrivait dans « Connaître un cheval' » :

« L'étude de la cruauté envers les animaux constitue une véritable branche de la sociologie [...] ; et les torts de l'homme envers les animaux doivent être attribués aux mêmes causes que ceux infligés à l'homme par l'homme. »

Après les succès de l'Appel de la forêt (1903) et de Croc-Blanc (1906), les derniers romans qu'acheva London et qui parurent après sa mort, étaient consacrés à des histoires de chiens : Jerry, chien des îles et Michaël, chien de cirque.

## Œuvres
Jack London était un auteur prolifique, qui écrivit plus de cinquante ouvrages (dont 43 parus de son vivant de 1900 à 1916).

### Récits
- 1903 : Le Peuple de l'abîme (The People of the abyss), reportage traduit aussi sous le titre Le Peuple d'en bas, disponible sur Wikisource.
- 1907 : Les Vagabonds du rail (The Road), traduit aussi sous les titres La Route[48] et Le Trimard[49], recueil de récits autobiographiques
- 1911 : La Croisière sur le Snark (The Cruise of the Snark)
- 1913 : Le Cabaret de la dernière chance ( John Barleycorn), essai autobiographique traduit aussi sous le titre John Barleycorn : le Cabaret de la dernière chance et en Suisse sous le titre Mémoires d'un buveur
- 1926 (publication posthume) : Carnet du trimard (The Tramp Diary and Other Hobo Writings), traduit également sous le titre Carnets du Hobo[50]

### Romans
- 1902 :

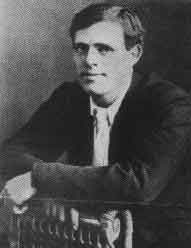
Jack London

  - (octobre 1902 en volume) Fille des neiges (A Daughter of the Snows), roman d'aventures
  - (juillet 1902, octobre 1902 en volume) La Croisière du Dazzler (The Cruise of the Dazzler), roman d'aventures autobiographique sur les pirates des huîtres
- 1903 :
  - (mai 1903) L'Amour et rien d'autre (The Kempton-Wace letters), traduit aussi sous le titre Rien d'autre que l'amour, coécrit avec Anna Strunsky et publié anonymement.
  - (juillet 1903) L'Appel de la forêt (The Call of the Wild), traduit aussi sous les titres L'Appel du Grand Nord, L'Appel sauvage et L'Appel du monde sauvage[51], roman d'aventures
- 1904 : Le Loup des mers (The Sea-Wolf), roman d'aventures
- 1905 : Le Jeu du ring[52] (The Game), roman traduit aussi sous les titres L'Enjeu[53] et Pour cent dollars de plus[54]
- 1906 : Croc-Blanc (White Fang), roman d'aventures
- 1907 : Avant Adam (Before Adam), traduit également sous le titre Les Demi-hommes[55], roman d'aventures préhistoriques
- 1908 : Le Talon de fer (The Iron Heel), dystopie socialiste (roman composé en 1906-1907)
- 1909 : Martin Eden, roman d'apprentissage en partie autobiographique (des épisodes de la vie du héros sont inspirés par la jeunesse de Jack London)[56]
- 1910 : Radieuse Aurore (Burning Daylight), roman socialiste
- 1911 :
  - (mars 1911) L'Aventureuse (Adventure), roman d'aventures
  - (mai 1911) La Brute des cavernes (The Abysmal Brute), court roman d'aventure sur la boxe (119 pages) paru initialement en feuilleton en 1911, puis recueilli en volume en mai 1913
- 1912 :
  - (1911-1912) Fils du soleil (A Son of the Sun), roman composé de huit histoires séparées (parues en 1911) qui racontent les aventures d'un Anglais dans les îles
  - (mai-juin 1912) La Peste écarlate (The Scarlet Plague), récit d'anticipation post-apocalyptique futuriste
- 1913 : La Vallée de la Lune (The Valley of the Moon), roman socialiste

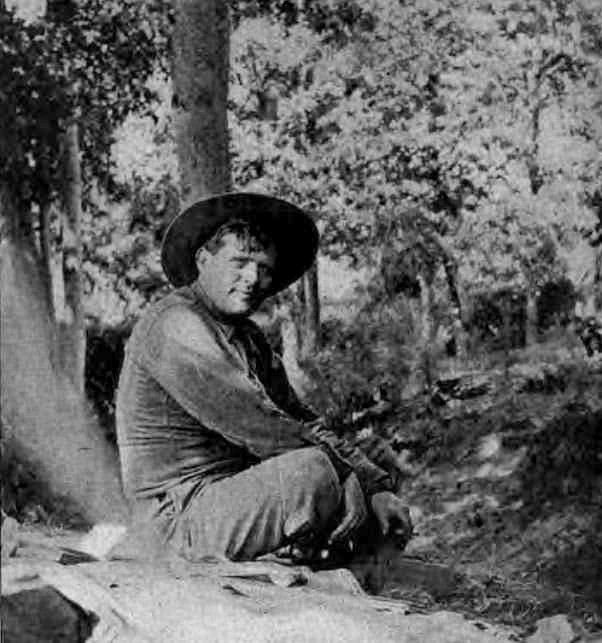
Jack London en 1914.

- 1914 : Les Mutinés de l'Elseneur (The Mutiny of the Elsinore), roman d'aventures
- 1915 : Le Vagabond des étoiles (The Star Rover), paru en Angleterre sous le titre The Jacket, roman de science-fiction fantastique (sur les vies antérieures)
- 1916 : La Petite Dame dans la grande maison (The Little Lady of the Big House)

### Romans posthumes
- 1917 :
  - Jerry, chien des îles (Jerry of the Islands), roman d'aventures
  - Michaël, chien de cirque (Michael, Brother of Jerry), roman d'aventures
- 1918 : Trois Cœurs (Hearts of three)[57]
- 1924 : Les Yeux de l'Asie (Eyes of Asia ou Cherry)Début de roman commencé en 1916, traduit aussi en français sous le titre Cherry ou les yeux de l'Asie.
- 1963 : Le Bureau des assassinats (The Assassination Bureau, Ltd)Roman inachevé, complété par Robert L. Fish.

### Recueils de nouvelles

#### 1900-1910
- 1900 : Le Fils du loup (The Son of the Wolf), aventures, comprend :
  - 1899 : À la santé de l'homme sur la piste ou A l’homme sur la Piste (To the Man on the Trail, version pré-originale (1897-1898) : A Klondike Christmas)
  - 1899 : Le Silence blanc ou  Le Grand Silence Blanc (The White Silence)
  - 1899 : En pays lointain (In a Far Country)
  - 1899 : La Sagesse de la piste (The Wisdom of the Trail)
  - 1899 : La Femme d'un roi (The Wife of a king)[58]
  - 1899 : Les Gens de Forty-Mile (The Men of Forty-Mile)
  - 1899 : Le Privilège du prêtre (The Priestly Prerogative)
  - 1900 : Une odyssée du Grand Nord (An Odyssey of the North)[59]
  - 1900 : Le Fils du loup (The Son of the Wolf)

- 1901 : Le Dieu de ses pères (The God of His Fathers), aventures, comprend :
  - 1899 : Une fille de l'aurore (A Daughter of the Aurora)
  - 1901 : Le Dieu de ses pères (The God of His Fathers)
  - 1900 : Quand un homme se souvient (Which Make Men Remember)
  - 1900 : Une femme de cran (Grit of Women)
  - 1900 : Yann l'impénitent (Jan the Unrepentant )
  - 1900 : L'Homme à la balafre (The Man With the Gash)
  - 1900 : Où bifurque la piste (Where the Trail Forks)
  - 1900 : La Grande Interrogation (The Great Interrogation)
  - 1901 : Siwash (Siwash)
  - 1901 : Au bout de l'arc-en-ciel (At the Rainbow's End)[60]
  - 1901 : Mépris de femme (The Scorn of Women)

- 1902 : Les Enfants du froid (Children of the Frost), aventures, comprend :
  - 1902 : Dans les forêts du Nord (In the Forests of the North)
  - 1901 : La Loi de la vie (The Law of Life)[61] - Version audio en ligne
  - 1902 : Nam-Bok, le hâbleur (Nam-Bok the Unveracious)[62]
  - 1902 : Le Maître du mystère (The Master of Mystery)
  - 1902 : Les Fils du soleil (The Sunlanders)
  - 1902 : La Maladie du chef Lone (The Sickness of Lone Chief) ou La Maladie du dernier chef[63]
  - 1902 : Keesh, fils de Keesh (Keesh, Son of Keesh)[61]
  - 1902 : La Mort de Ligoun (The Death of Ligoun)
  - 1902 : Li Wan, la Blonde (Li-Wan, the Fair), traduit aussi sous le titre Li Wan, la pâle
  - 1902 : La Conjuration des anciens (The League of the Old Men)

- 1904 : La Foi des hommes (The Faith of Men and Other Stories)[64], traduit aussi sous le titre Parole d'homme : Histoires du pays de l'or[65], comprend :
  - 1901 : Un survivant de la Préhistoire (A relic of the Pliocene)[66],[67]
  - 1901 : Un breuvage hyperboréen (A Hyperborean Brew)
  - 1903 : La Foi des hommes (The Faith of Men)
  - 1903 : Trop d’or[68] (Too Much Gold)
  - 1903 : Les Mille douzaines (The One Thousand Dozen)
  - 1903 : Le Mariage de Lit-Lit (The Marriage of Lit-Lit)
  - 1902 : Bâtard (Diable – A Dog ou Bâtard & The Devil Dog)
  - 1902 : L’Histoire de Jees-Uck[69] (The Story of Jees Uck)

- 1905 : Patrouille de pêche (Tales of the Fish Patrol), traduit aussi sous le titre Les Pirates de San Francisco, aventures, comprend :
  - 1905 : Mouchoir Jaune ou Le Blanc et le Jaune (White and Yellow)[70], traduit aussi sous le titre Blancs et Jaunes
  - 1905 : Le Roi des Grecs (The King of the Greeks)
  - 1905 : Une incursion chez les pilleurs d’huîtres (A Raid on the Oyster Pirates)
  - 1905 : Le Siège du Lancashire Queen (The Siege of the 'Lancashire Queen')
  - 1905 : Un bon coup de Charley (Charley's Coup)
  - 1905 : Démétrios Contos (Demetrios Contos)
  - 1905 : Le Retour de Mouchoir Jaune (Yellow Handkerchief)

- 1906 : Pleine-Lune (Moon-Face & Others Stories), comprend :
  - 1902 : Pleine-Lune (Moon-Face: A Story of Mortal Antipathy)
  - 1903 : L'Homme aux léopards (The Leopard Man's Story)
  - 1903 : Couleur locale (Local Colour)
  - 1903 : Soirée d’amateurs (Amateur Night)
  - 1901 : Suppôts de Midas (The Minions of Midas), traduit aussi sous les titres Les Morts concentriques, Les Suppôts de Midas et Les Favoris de Midas[71] - Version audio en ligne
  - 1903 : L'Ombre et l'Éclair (The Shadow and the Flash)
  - 1905 : Un canyon tout en or (All Gold Canyon)[72], traduit aussi sous le titre Val rien-qu'en-or[73]
  - 1906 : Le Mort qui tue (Planchette)

- 1907 : L'Amour de la vie (Love of Life & Others Stories) comprend :
  - 1905 : L'Amour de la vie (Love of Life) ou La Passion de vivre[73]
  - 1904 : L’Histoire de Keesh (The Story of Keesh ou Keesh, the Bear Hunter)
  - 1907 : Le Logement d’un jour (A Day's Lodging)
  - 1907 : Négore le lâche (Negore, The Coward)
  - 1905 : La Piste des soleils (The Sun Dog Trail)[74]
  - 1906 : Imprévu (The Unexpected)
  - 1906 : La Manière des Blancs (The White Man's Way)
  - 1906 : Loup brun (Brown Wolf)

- 1910 : La Face perdue (Lost Face), aventures, comprend :
  - 1908 : La Face perdue (Lost Face)
  - 1908 : Une mission de confiance (Trust)[75]
  - 1908 : Ce spot (That Spot)[76], traduit aussi sous le titre Sacré Tash
  - 1908 : Construire un feu, traduit aussi sous le titre Faire un feu (To Build a Fire, première version parue en 1902)
  - 1908 : Braise d’or (Flush of Gold)
  - 1908 : Comment disparut Marc O’Brien (The Passing of Marcus O'Brien)
  - 1906 : Malice de Porportuk (The Wit of Porportuk)

#### 1911-1916
- 1911 (janvier) : Quand Dieu ricane (When God Laughs and Other Stories), paru également sous le titre Quand les Dieux s'amusent[77], comprend :
  - 1907 : Quand Dieu ricane (When God Laughs)
  - 1906 : L'Apostat (The Apostate) ou Le Renégat[78]
  - 1906 : Une fille perdue (A Wicked Woman)
  - 1907 : Rien que de la viande (Just Meat)
  - 1907 : Ses créatures (Created He Them)[79]
  - 1909 : Le Chinago (The Chinago)[80], traduit aussi sous le titre Le Tinito[81]
  - 1909 : Faire route à l’Ouest (Make Westing)[82]
  - 1900 : L’Homme sans nom (Semper Idem)
  - 1906 : Un nez pour le roi (A Nose For the King)
  - 1911 : Il était un navire (The "Francis Spaight")
  - 1908 : Un curieux fragment (A Curious Fragment)
  - 1909 : Le Bifteck (A Piece of Steak), traduit également sous les titres Une tranche de bifteck[83] et Un bon bisteck
- 1911 (septembre) : Contes des mers du sud (South Sea Tales), aventures, comprend :
  - 1909 : La Maison de Mapuhi (The House of Mapuhi)
  - 1907 : La Dent du cachalot (The Whale Tooth ou The Mission of John Starhurst)[84]
  - 1909 : Maouki, traduit aussi sous le titre Mauki (Mauki)
  - 1910 : Yah ! Yah ! Yah ! ("Yah! Yah! Yah!")
  - 1909 : Le Païen (The Heathen)
  - 1910 : Les Terribles Îles Salomon (The Terrible Solomons)[85]
  - 1910 : L'Inévitable Blanc (The Inevitable White Man)[86]
  - 1909 : La Graine de McCoy (The Seed of McCoy), traduit aussi sous le titre La Descendance de McCoy
- 1912 (mars) : L'Île des lépreux (The House of Pride & Other Tales of Hawaii)[87], traduit également sous le titre Chun-Ah-Chun[88], aventures, comprend :
  - 1910 : L’Édifice d’orgueil, traduit aussi sous le titre La Maison d'orgueil (The House of Pride)
  - 1909 : Koolau le lépreux (Koolau the Leper)
  - 1908 : Adieu, Jack ! (Good-Bye, Jack!)
  - 1908 : Aloha Oe (Aloha Oe)
  - 1910 : Fumée d’Hawaï (Chun Ah Chun)
  - 1909[89] : Le Shérif de Kona (The Sheriff of Kona)
- 1912 (mai) : Fils du soleil, traduit aussi sous le titre Un fils du soleil (A Son of the Sun) comprend :
  - 1911 : Un fils du soleil (A Son of the Sun)
  - 1911 : L’Amour-propre d’Aloysius Pankburn (The Proud Goat of Aloysius Pankburn)
  - 1911 : Les Diables de Fuatino (The Devils of Fuatino) ou (The Goat Man of Fuatino)
  - 1911 : Les Plaisantins de New Gibbon (The Jokers of New Gibbon)
  - 1911 : Un petit règlement de comptes avec Swithin Hall (A Little Account With Swithin Hall)
  - 1911 : Une nuit à Goboto (A Goboto Night)
  - 1911 : Plumes-du-Soleil (The Feathers of the Sun)
  - 1911 : Les Perles de Parlay (The Pearls of Parlay)
- 1912 (octobre) : Belliou la Fumée (Smoke Bellew)[90],[91] comprend :
  - 1911 : Le Goût de la viande (The Taste of the Meat)
  - 1911 : La Viande (The Meat)
  - 1911 : La Ruée à la rivière de la Squaw (The Stampede to Squaw Creek)
  - 1911 : Le Rêve du courtaud (Shorty Dreams)
  - 1911 : L'Homme sur l'autre rive (The Man on the Other Bank)
  - 1911 : La Course pour le numéro un (The Race for Number Three ou The Race for Number One)
  - 1912 : Le Petit Homme (The Little Man)
  - 1912 : La Pendaison de Cultus George ( The Hanging of Cultus George)
  - 1912 : Un rebut de la Création (The Mistake of Creation)
  - 1912 : La Rafle des œufs (A Flutter in Eggs)
  - 1912 : Le Lotissement de Tra-Lee (The Town-Site of Tra-Lee)
  - 1912 : La Merveille de la femme (Wonder of Woman)
- 1913 : Née de la nuit (The Night Born) comprend :
  - 1911 : L'Enfant de la nuit (The Night-Born)[92]
  - 1909 : La Folie de John Harned (The Madness of John Harned)
  - 1910 : Quand le monde était jeune (When the World Was Young)
  - 1910 : Le Bénéfice du doute (The Benefit of the Doubt)
  - 1910 : Chantage ailé (Winged Blackmail)
  - 1910 : Deux poings solides (Bunches of Knuckles)
  - 1911 : Un petit soldat (War)[93], traduit aussi sous le titre À la guerre
  - 1910 : Sous les auvents du pont (Under the Deck Awnings)
  - 1910 : Tuer un homme (To Kill a Man)
  - 1911 : Pour la révolution mexicaine (The Mexican)[94], traduit aussi sous le titre Le Mexicain
- 1914 : La Force des forts (The Strength of the Strong), nouvelles socialistes, comprend :
  - 1911 : La Force des forts (The Strength of the Strong)
  - 1909 : Au sud de la Fente (South of the Slot) Disponible sur Wikisource
  - 1910 : L'Invasion sans pareille (The Unparalleled Invasion)-(Texte en ligne - Audio en ligne)
  - 1908 : L'Ennemi du monde entier (The Enemy of All the World)[95]
  - 1909 : Le Rêve de Debs (The Dream of Debs)[96] Disponible sur Wikisource
  - 1912 : Le Fermier de la mer (The Sea Farmer)[97]
  - 1913 : Samuel (Samuel)
- 1916 : Les Tortues de Tasmanie (The Turtles of Tasman) comprend :
  - 1911 : Par les tortues de Tasmanie ! (By the Turtles of Tasman !), traduit aussi sous le titre Par les jolies filles de Tasman !
  - 1911 : L'Éternité des formes (The Eternity of Forms)
  - 1914 : Chez les fous (Told in the Drooling Ward), traduit aussi sous le titre Chez les baveux
  - 1911 : Le Génie et la Fée (The Hobo and the Fairy)
  - 1912 : Le Retour du père prodigue (The Prodigal Father)
  - 1911 : Le Premier Poète (The First Poet), article
  - 1907 : Finis (Finis ou Morganson’s Finish)
  - 1911 : La Fin de l’histoire (The End of the Story)

### Nouvelles non reprises dans les recueils
Cinq nouvelles envoyées par London à des éditeurs n'ont pas été retrouvées : Two Children of Israel ; Delilah of the Foothills ; Ethics of the Trail ; Jason Aubrey et Native Wife.
- 1895 : huit nouvelles publiées à Oakland dans The High School Aegis[99]
  - Les ïles Bonin, un incident de la flotte baleinière de 1893
  - Baignade nocturne à Yeddo Bay (A Night’s Swim in Yeddo Bay)
  - Qui croit encore aux fantômes ? (Who Believes in Ghosts!)
  - L’Histoire de « Frisco Kid » (Frisco Kid’s Story)
  -  Le Retour de « Frisco Kid »  (And Frisco Kid Came Back)
  - Encore un homme malheureux (One More Unfortunate)
  - Passage du Sud (The Run Across)
  - Sakaicho, Hona Asi et Hakadaki (Sakaicho, Hona Asi And Hakadaki)
- 1897 :
  - Deux types en or (Two Gold Bricks), publié par l'éditeur Owl en septembre 1897, sans en informer Jack London[100]
  - six nouvelles envoyées à des revues et refusées, publiées en 1993 dans The Complete Short Stories of Jack London
    - Le Petit Jeu de Mahatma (The Mahatma's Little Joke)
    - Une image de rêve (A Dream Image)
    - On Furlough
    - L'Étrange Expérience d'un misogyne (The Strange Experience Of A Misogynist)
    - Le Bateau de peste (Plague Ship)
    - O Haru
- 1898 : trois nouvelles écrites après l'expédition au Klondike et qui ne furent publiées qu'en 1976 dans Une trilogie du Klondike
  - Le Cornet à dés du diable (The Devil's Dice Box)[101],[102],[103]
  - Un Noël au Klondike (A Klondyke Christmas)
  - Le Test : la cour au Klondike (The Test: A Clondyke Wooing)
- 1899 :
  - L'Élégant Garçon de cabine (The Handsome Cabin Boy)
  - Une histoire de vieux soldat (An Old Soldier's Story)
  - Mille fois mort (A Thousand Deaths, écrit en 1897)[104]
  -  Au temps du Prince Charley (In the Time of Prince Charley)
  -  Le Vieux Baldy (Old Baldy)
  - La Seconde Jeunesse du major Rathbone (The Rejuvenation of Major Rathbone)
  - Le Roi de Mazy May (The King of Mazy May)[105]
- 1900 : 
  - Pluck and Pertinacity[105]
  -  Une leçon de science héraldique (A Lesson in Heraldry)
  - La Fin du chapitre (The End of the Chapter)
  - Et jusqu'à ce que la mort nous sépare (Even Unto Death)
  - Leur alcôve (Their Alcove)
  - La Véritable « Fillette » ( The Proper ‘Girlie' )
  - Thanksgiving à Slav Creek (Thanksgiving on Slav Creek)
- 1902 :
  - L'Imaginaire de Hoockla-Heen (The Fuzziness of Hookla-Heen)[105],[102]
  - Construire un feu (To Build a Fire)[105]Première version (courte) de la nouvelle la plus célèbre de London, réécrite en 1908.
- entre 1900 et 1905 : Un miracle dans le Grand Nord (A Northland Miracle), texte envoyé au Youth's Companion[105] et publié en 1926
- 1906 : En haut de la pente (Up the Slide)[105],[102]
- 1907 : Poursuivis... par la piste (Chased by the Trail[105])
- 1911 : Un goujat démasqué (The Unmasking of the Cad)

### Recueils posthumes
- 1917 : The Human Drift, premier recueil posthume, comprend :
  - 1911 : L’Humanité en marche (The Human Drift), essai[106]
  - 1912 : La Navigation sur un petit voilier ( Small-Boat Sailing) ou Vingt Ans d’amitié avec la mer
  - 1911 : Quatre Chevaux et un marin (Four Horses and a Sailor)
  - 1911 :  Rien ne sort du Néant  (Nothing That Ever Came to Anything)
  - 1909 :  Mon premier fantôme (That Dead Men Rise Up Never) ou Les morts ne reviennent jamais
  - 1911 : Un classique de la mer (A Classic of the Sea), préface d'un livre
  - 1910 : Une fille perdue  (A Wicked Woman), pièce de théâtre, adaptation de la nouvelle Une fille perdue
  - 1911 : The Birth Mark, pièce de théâtre
- 1918 : Le Dieu rouge (The Red One) comprend :
  - 1918 : Le Dieu rouge (The Red One)
  - 1916 : La Plus Belle Pépite (The Hussy)
  - 1917 : La Toison d'or (Like Argus of the Ancient Times)
  - 1918 : Les Trois Manchots (The Princess)
- 1919 : Histoires des îles (On the Makaloa Mat)[107], comprend :
  - 1919 : Sur la natte du prince ou Sur la natte de Malakha (On the Makaloa Mat)
  - 1919 : Les Ossements de Kahekili (The Bones of Kahekili), traduit aussi sous le titre Les Os de Kashekili
  - 1918 : La Confession d’Alice (When Alice Told Her Soul), traduit aussi sous le titre Quand Alice se confessa
  - 1918 : Dans la caverne des morts (Shin-Bones ou In the Cave of the Dead)
  - 1918 : L’Enfant des eaux (The Water Baby)
  - 1918 : Les Larmes de Ah Kim (The Tears of Ah Kim)
  - 1917 : Dans le ressac (The Kanaka Surf ou Man of Mine)
- 1922 : Courage hollandais (Dutch courage and Other Stories), comprend :
  - Préface de Charmian London
  - 1900 : Courage hollandais (Dutch Courage)[92],[105]
  - 1893 : Un typhon au large des côtes du Japon (Typhoon Off the Coast of Japan)Première nouvelle publiée de Jack London (en 1893).
  - 1901 : L’Évasion de la goélette (The Lost Poacher)[105]
  - 1904 : Les Bords du Sacramento (The Banks of the Sacramento)[105]
  - 1901 : Un vrai marin (Chris Farrington: Able Seaman)[105]
  - 1902 : À l'abordage (To Repel Boarders)
  - 1902 : Une aventure dans les airs (An Adventure in the Upper Sea)
  - 1900 ou 1901[108] : Gueule chauve ou Face glabre (Bald-Face).
  - 1903 : Dans la baie de Yeddo (In Yeddo Bay)
  - 1922 : Le Droit à la vie (Whose Business is to Live)[109]

### Articles, essais, reportages et discours politiques
- 1905 : What Socialism is
- 1896 : Direct Legislation Through the Initiative and Referendum
- 1899 :
  - Vers le Klondike, en descendant les rapides (Through the Rapids on the Way to the Klondike)
  - De Dawson a la mer (From Dawson to the Sea)
  - On the Writer's Philosophy of Life
- 1900 :
  - The Economics of the Klondike
  - Housekeeping in the Klondike
  - Ce que le système de la libre concurrence Fait perdre a la communauté (What Communities Lose by the Competitive System)
  -  L’Impossibilité de la Guerre (The Impossibility of War)
  - Les Phénomènes de l’évolution littéraire (Phenomena of Literary Evolution)
  - Mes Apprentissages ou Comment on devient écrivain (A Letter to Houghton Mifflin Co.)
  - Husky, le chien-Loup du grand Nord (Husky, Wolf Dog of the North)
  - First Aid to Rising Authors
- 1901 :
  - Crimes de rédacteur en chef (Editorial Crimes –- A Protest)
  - dix articles sur le Festival de tir de San Francisco traduits en français dans le recueil Le Mexique puni (1984)[109]
- 1902 : Quiconque nourrit un homme est son maître (Again the literary aspirant)
- 1903 : Le Peuple de l'abîme (The People of the abyss), reportage paru aussi sous le titre Le Peuple d'en bas, disponible sur Wikisource.
- 1904 : articles sur la Guerre russo-japonaise (1904-1905) traduits en français dans le recueil La Corée en feu (1982)[110]
- 1905 : La Guerre des classes (The War of the Classes), recueil, comprend :
  - Préface
  - 1903 : La Lutte des classes (he Class Struggle), discours
  - 1902 : Le Vagabond américain ou Le Clochard (The Trump), discours
  - 1904 : Le Jaune (The Scab), discours
  - 1899 : La Question du maximum (The Question of the maximum), discours
  - 1903 : Deux Prophéties contradictoires (A Review: Contradictory Teachers)
  - 1902 : On demande une nouvelle loi de développement (Wanted: a New Law of Development), discours
  - 1903 : Comment je devins socialiste (How I Became a Socialist), essai
- 1906 : The Story of an EyewitnessArticle sur le tremblement de terre de 1906.
- 1910 : Révolution et autres essais (Revolution and Other Essays), comprend :
  - 1905 : Révolution (Revolution)
  - 1906 : Les Somnambules (The Somnambulists)
  - 1900 : La Dignité des dollars (The Dignity of Dollars)
  - 1908 : Goliath (Goliah), nouvelle
  - 1904 : Les Pavots d'or (The Golden Poppy)
  - 1900 : Le Rétrécissement de la Planète (The Shrinkage of the Planet)
  - 1906 : La Maison de mes rêves (The House Beautiful)
  - 1903 : Les Chasseurs d'or du Grand Nord (The Gold Hunters of the North)
  - 1901 : Foma Gordyeeff (Fomá Gordyéeff)
  - 1903 : Hommage à Rudyard Kipling (These Bones Shall Rise Again)
  - 1908 : Les Autres Animaux (The Other Animals)
  - 1904 : Le Péril jaune (The Yellow Peril)
  - 1906 : Ce que la vie signifie pour moi (What Life Means to Me), essai autobiographique
- 1911 : L’Humanité en marche (The Human Drift), essai publié dans Le Forum[106]
- 1914 : sept articles parus dans le magazine Collier's et réunis en français dans le recueil Le Mexique puni (1984)
  - L’Armée mexicaine et les Nôtres (Mexico's Army and Ours)
  - Les Législateurs (Lawgivers)
  - Nos « Aventuriers » à Tampico (Our Adventures in Tampico)
  -  L’Approche de la peste (Stalking the Pestilence)
  - Le Jeu rouge sang de la guerre (The Red Game of War)
  -  Les Fauteurs de trouble de Mexico (The Trouble Makers of Mexico)
  - Avec les hommes de Funston  (With Funston's Men)

Anthologie d'articles en anglais
- 1970 : Jack London reports (reportages), comprend :
  - 1904 : Lettres de Corée à Charmian Kittredge
  - 1904 : La Corée en feu (The Japanese-Russian War )
  - 1914 : Le Mexique puni (The Mexican Conflict)
  - 1901 :  Le Festival de Tir de San Francisco
  - 1901-1910 : articles sur la boxe
  - 1901-1916 : articles divers

Anthologies et recueils parus en français
- 1977 : Histoires de la boxe, recueil comprenant de nombreux articles et les récits de Jack London sur la boxe
- 1980 : Profession : écrivainRecueil de 93 textes (tirés de la correspondance et de revues), rassemblés par Francis Lacassin.

### Correspondance
- Letters From Jack London , 1965
- Je suis fait ainsi - Lettres à ses filles, Éditions Finitude, 2014

### Poèmes
- Je Vis en Espoir (1897)
- Le Travailleur et le Clochard, Villanelle (1898, publié en 1901)
- A Heart (1899)
- He Chortled with Glee (1899)
- If I Were God (1899)
- Daybreak (1901)
- Effusion (1901)
- In a Year (1901)
- Sonnet (1901)
- Where the Rainbow Fell (1902)
- The Song of the Flames (1903)
- Le Don de Dieu (The Gift of God, 1905)
- The Republican Battle-Hymn (1905)
- When All the World Shouted my Name (1905)
- Telle Est la Guerre (The Way of War, 1906)
- In and Out (1911)
- The Mammon Worshippers (1911)
- The Worker and the Tramp (1911)
- He Never Tried Again (1912)
- My Confession (1912)
- Le Rêve du Socialiste (The Socialist's Dream, 1912)
- Too Late (1912)
- Abalone Song (1913)
- Cupid's Deal (1913)
- George Sterling (1913)
- His Trip to Hades (1913)
- Hors de Saison (1913)
- Memory (1913)
- Moods (1913)
- The Lover's Liturgy (1913)
- Weasel Thieves (1913)
- And Some Night (1914)
- Ballade of the False Lover (1914)
- Homeland (1914)
- My Little Palmist (1914)
- Rainbows End (1914)
- Le Rêve de l’Homme du Klondike (The Klondyker's Dream, 1914)
- Your Kiss (1914)
- Gold (1915)
- Of Man of the Future (1915)
- On the Face of the Earth You are the One (1915)
- The Return of Ulysses (1915)
- Tick! Tick! Tick! (1915)
- Republican Rallying Song (1916)
- The Sea Sprite and the Shooting Star (1916)

### Théâtre
- 1905 :
  - La Grande Interrogation, pièce en un acte jouée pendant deux semaines à San Francico
  - C'était ainsi au début, comédie en quatre actes
- 1906 : Celle qu'on attendait (Scorn of Woman : Mépris de femme), pièce en trois actes, seule pièce publiée en français
- 1910 :
  - Theft (Vol)
  - L'Or, pièce en trois actes
  - Billy The Kid
  - Une fille perdue, pièce en un acte, adaptation de la nouvelle Une fille perdue
- 1911 :
  - Le Premier Poète
  - La Tache de naissance (The Birth Mark), pièce en un acte
  - Tuer un homme, adaptation d'une nouvelle de London par Roi Cooper Megrue
- 1912 : Guerre
- 1913 :
  - Babylone, comédie musicale
  - La Route de Damas
- 1915 : Daughters of the Rich (La Fille des riches), pièce en un acte
- 1916 : The Acorn Planter: A California Forest Play, pièce en trois actes

## Adaptations de son œuvre

### Au cinéma
(Liste non exhaustive)
- Pour l'amour de l'or de D. W. Griffith, 1908
- White Fang de Laurence Trimble, 1925
- Dura lex (film) de Lev Koulechov, 1926
- Construire un feu de Claude Autant-Lara, 1928 (moyen métrage, perdu, tourné avec un des premiers hypergonars, objectifs utilisés pour le Cinémascope)
- Smoke Belew de Scott R. Dunlap, 1929
- L'Appel de la forêt de William A. Wellman, 1935
- Les Mutinés de l'Elseneur de Pierre Chenal, 1936
- Le Vaisseau fantôme de Michael Curtiz, en 1941, adapté du roman Le Loup des mers
- La Vie aventureuse de Jack London d'Alfred Santell, 1943
- Croc-Blanc d'Alexandre Zgouridi, 1946 [111]
- Mexicain adaptation de la nouvelle Pour la révolution mexicaine par Vladimir Kaplounovski (ru), 1956
- Assassinats en tous genres (The Assassination Bureau), adaptation de Le Bureau des assassinats, film britannique réalisé par Basil Dearden, 1969
- L'Appel de la forêt de Ken Annakin, 1972
- Croc-Blanc de Lucio Fulci, 1973
- Le Retour de Croc-Blanc de Lucio Fulci, 1974
- Croc-Blanc et les Chercheurs d'or d'Alfonso Brescia, 1975
- Croc-Blanc et le Chasseur solitaire d'Alfonso Brescia, 1975
- Klondike fever de Peter Carter, 1980
- L'Appel de la forêt de Joozo Morishita, 1981
- Croc-Blanc de Randal Kleiser, 1991
- Les Nouvelles Aventures de Croc-Blanc de Ken Olin, 1993
- Le Talon de l'oligarchie adaptation du Talon de fer par Aleksandr Bachirov, 1999
- Croc-Blanc d'Alexandre Espigares, 2018. Film d'animation.
- Martin Eden de Pietro Marcello, 2019
- L'Appel de la forêt de Chris Sanders, 2020

### À la télévision

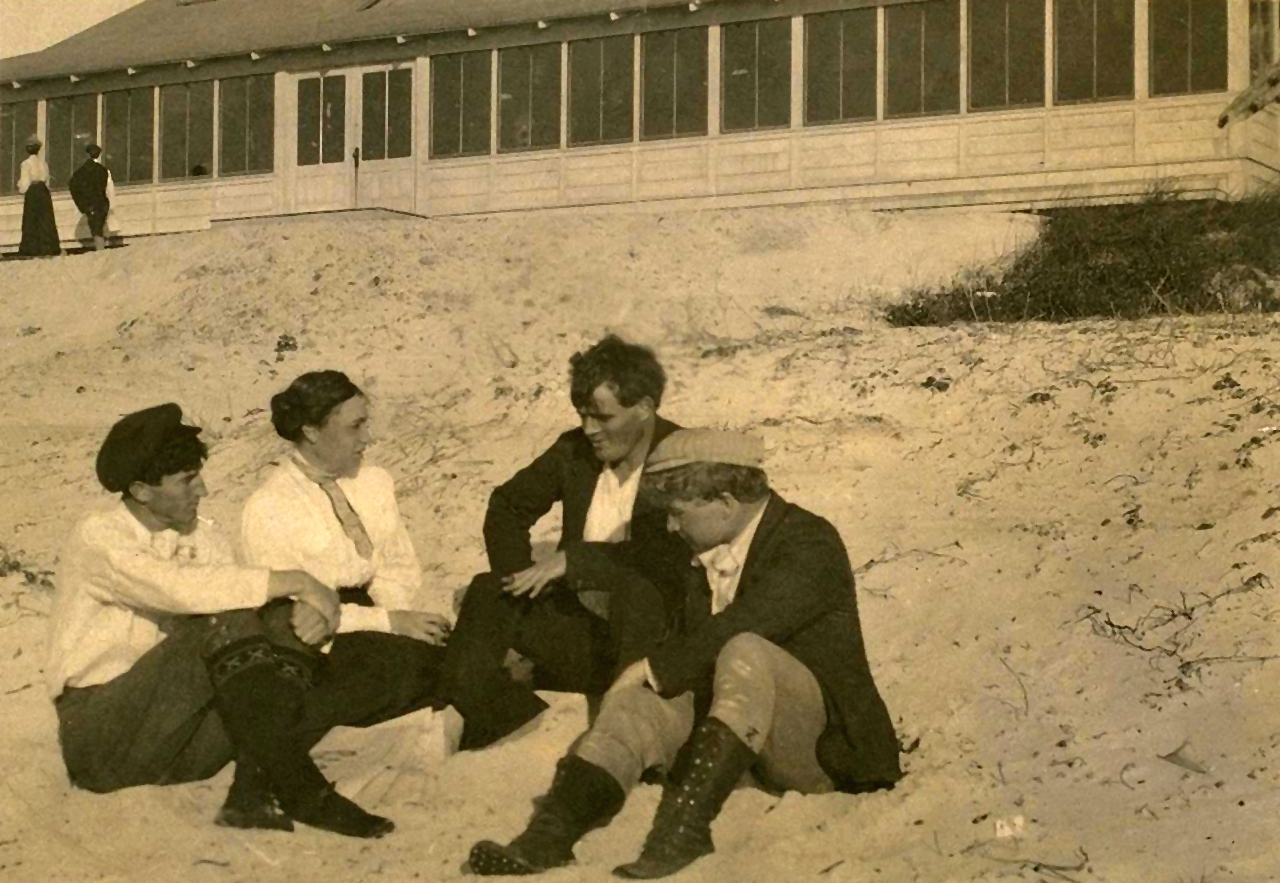
Mary Austin, Jack London, George Sterling et Jimmie Hopper sur la plage de Carmel en Californie.

- Le Loup des mers, mini-série d'Alecu Croitoru, Sergiu Nicolaescu et Wolfgang Staudte, 1972
- Smoke et le gosse, mini-série, adaptation de Belliou la Fumée par Raimondas Vabalas, 1975
- Le temps n'attend pas téléfilm adaptation de Radieuse Aurore par Vitali Tchetverikov, 1975
- Le scénario du téléfilm allemand en quatre épisodes L'Appel de l'or écrit en 1975 par Walter Ulbrich et diffusé en 1977 sur la première chaîne de télévision française s'inspire de l'œuvre de Jack London et de documents de l'époque[112].
- Martin Eden, spectacle télévisé adaptation du roman éponyme par Sergueï Ievlakhichvili, 1976
- Laissez-le parler, téléfilm, adaptation de la pièce de théâtre Vol par Oleg Biïma, 1982
- Vol, téléfilm, adaptation de la pièce de théâtre éponyme par Leonid Ptchiolkine, 1982
- Le Loup des mers, mini-série en quatre épisodes d'Igor Apassian, 1990
- Trois cœurs (ru), mini-série russo-ukrainienne réalisé par Vladimir Popkov (ru) et diffusée en 5 épisodes, 1992
- Le Loup des mers, téléfilm de Michael Anderson, 1993
- Alaska Kid, série télévisée en 13 épisodes adaptation de plusieurs nouvelles par James Hill, 1993
- Le Loup des mers, téléfilm de Christoph schrewe, 2008

### Au théâtre
- Martin Eden, lectures collectives d'extraits du roman au théâtre des Amandiers de Nanterre, 1977.

### En bandes dessinées
(Liste non exhaustive)
- La Force des forts : Manuel de Science Économique de Classe de Seconde : scénarios Pascal Conbemale et Jean-Paul Piriou, dessins et illustration : Olivier Bracon, éditions La Découverte, 12 juin 1997
- Croc-Blanc : adapté en série de trois albums par Jean Ollivier au scénario et Sonk aux dessins, Éditions Hachette, 1984-1986.
- Construire un feu :
  - texte intégral (trad. de Marc Voline), avec des illustrations de Michel Galvin, éd. L'Ampoule, 2002  (ISBN 2-84804-004-1) [présentation en ligne]
  - adapté sous le même titre par Christophe Chabouté, Éditions Vents d'Ouest, 2007.
- L'Appel de la forêt : adapté par Fred Simon, Éditions Delcourt, 2010[113].
- Le Loup des mers : adapté par Riff Reb's, Éditions Soleil Productions, 2012 - Prix de la BD Fnac 2013[114]. Le même auteur a publié deux volumes intitulés "le vagabond des étoiles", librement adaptés de Jack London, en 2019 et 2020.
- Fils du soleil : deux nouvelles adaptées par Fabien Nury (scénario) et Éric Henninot (dessin), Éditions Dargaud, 2014  (ISBN 978-2-205-07047-7).
- Nam-bok, nouvelle adaptée et dessinée par Thierry Martin, Futuropolis, 2017
- Le personnage de Jack London apparaît dans la bande dessinée de Lucky Luke intitulée Le Klondike, l'écrivain est d'ailleurs sauvé par Jolly Jumper[115].

## Hommages et inspirations

### Littérature
La vie et les œuvres de Jack London ont inspiré de nombreux autres artistes. Il a influencé Richard Wright, Jack Kerouac, Robert E. Howard, George Orwell, Scott Sigler, Anton LaVey, Christopher McCandless, Ernest Hemingway.
Certains affirment que Jack Kerouac rend hommage à La Route avec le titre de son roman Sur la route. Néanmoins, il est à noter que, selon Jack London lui-même, comme il l'indique dans Le Peuple de l’Abîme, l'expression « sur la route » est en américain une expression consacrée et courante pour désigner le vagabondage des sans-abri. L'utilisation de cette expression par Jack Kerouac peut donc être simplement appropriée au contenu de son livre.
Dans son œuvre Gold Diggers, Charlotte Gray mêle Jack London à la vie des personnages fictifs de son roman. Ceci est repris dans Klondike (mini-série) de Simon Cellan Jones où l'écrivain est interprété par Johnny Simmons en 2014.

### Bandes dessinées
- Dans l'album La Jeunesse de Corto Maltese, Hugo Pratt fait se lier d'amitié Jack London et son héros Corto Maltese. Plus tard, ce dernier partira le rechercher en Alaska en 1915 dans Sous le soleil de minuit.
- Don Rosa fait rencontrer Jack London à Balthazar Picsou dans La Jeunesse de Picsou (tome 2, épisode 8, Les Deux Cœurs du Yukon). L'écrivain est présent dans le Yukon afin de rédiger les discours de Sam Steele.

### Chanson
- Au début du clip officiel de sa chanson Chanter pour ceux qui sont loin de chez eux (1985), Michel Berger lit le recueil d'articles et de nouvelles de Jack London Souvenirs et aventures du pays de l'or (éditions 10/18).
- Le rappeur Nekfeu a composé une chanson Martin Eden portant le nom d'un roman de Jack London. De plus, il s'inspire de l'auteur et de son œuvre Le Vagabond des étoiles, en nommant son troisième album Les Étoiles vagabondes.
- Le nom du premier bateau de Jack London, Razzle-Dazzle est porté par une chanson composée par le groupe de rock Deep Purple, sur son album Bananas (2003).

### Télévision
Une série télévisée, Razzle-Dazzle porte le nom du premier bateau de London.
Jack London apparaît dans Star Trek : La Nouvelle Génération, joué par Michael Aron, dans le double épisode charnière intitulé La Flèche du temps - 1/2 et La Flèche du temps - 2/2 (Time's Arrow).

### Divers

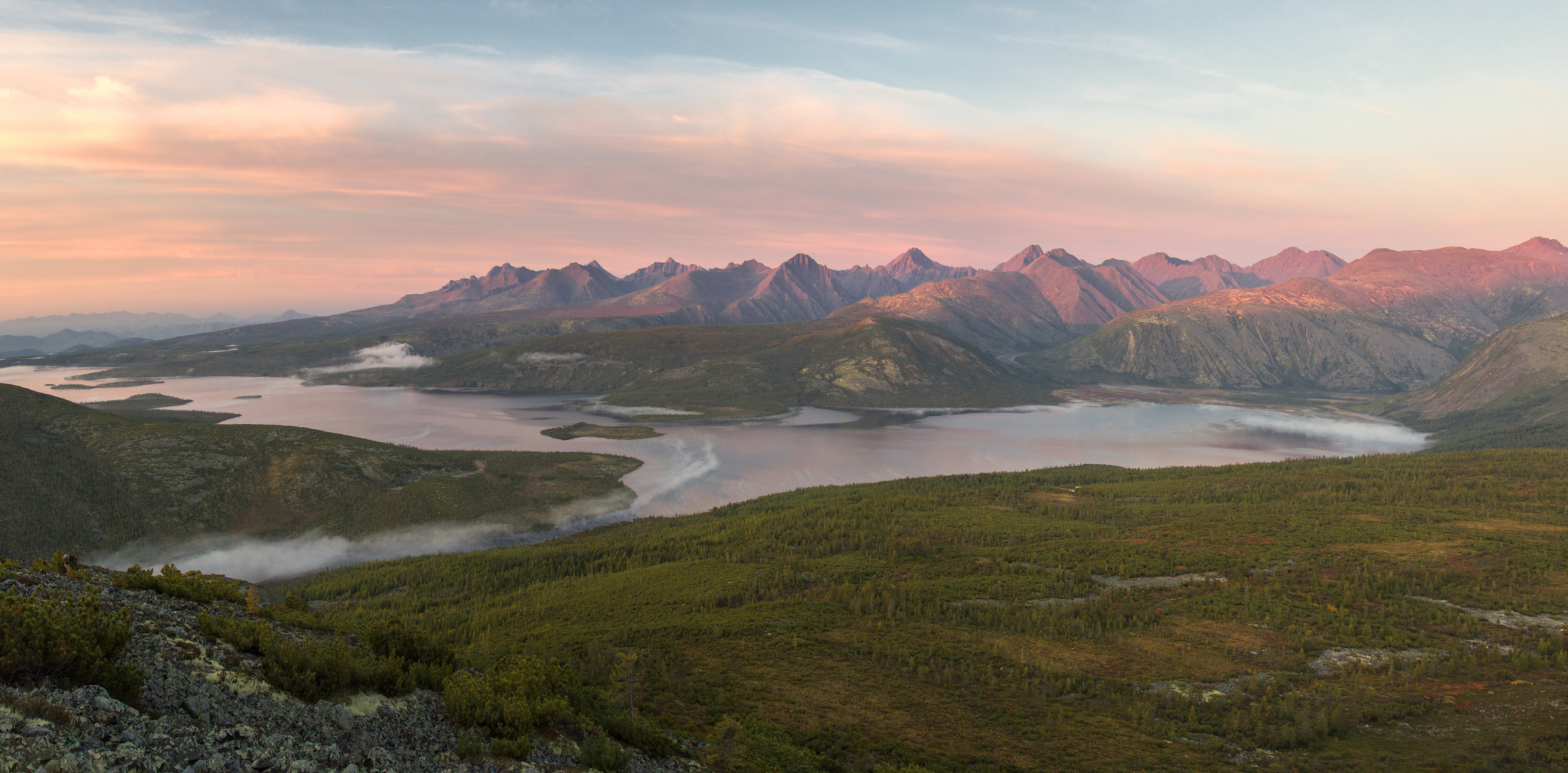
Vue du lac Jack London.

- Le lac Jack London en Extrême-Orient russe (raïon de Iagodnoïe, oblast de Magadan) qui porte son nom[116].
- Son nom a été donné à une rue d'Öskemen au Kazakhstan.
- (2625) Jack London, astéroïde la ceinture principale d'astéroïdes.